# Maison de Choiseul
Pour les articles homonymes, voir Choiseul.
La maison de Choiseul est une famille de la noblesse, d'extraction chevaleresque citée en 1060. Originaire de Champagne et de Lorraine, son berceau est le village de Choiseul en Bassigny (Haute-Marne).

## Origines et principales branches
Sur l'origine de la Maison de Choiseul, Gustave Chaix d'Est-Ange écrit que deux hypothèses ont été soulevées : soit une branche cadette des comtes de Bassigny soit des comtes de Langres, mais qu'il n'y a pas, selon ses termes, de preuves rigoureuses[réf. nécessaire].

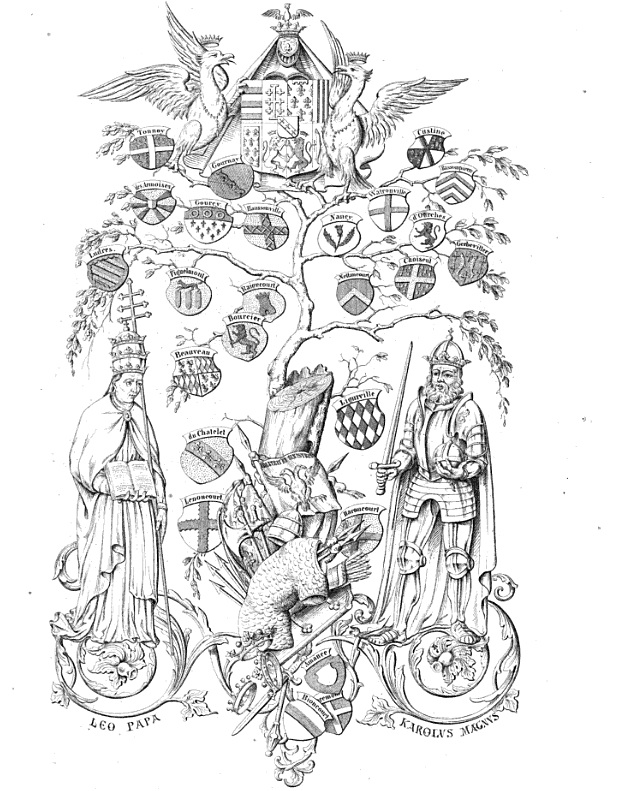
Charlemagne.

Le premier seigneur de Choiseul connu est Renier de Choiseul, mort vers 1100. Ses proches successeurs sont donnés par l'ascendance de Renaud/Renard III de Choiseul : sous toute réserve (le tableau généalogique présenté plus bas ne fait d'ailleurs de Renard III et Renard II qu'un seul personnage, ce qui fait de Renard II, né vers 1175, le père de Jean Ier, † 1309 !) : fils de Renaud/Renard II, † 1239 ; lui-même fils de Fou(l)ques II, † avant 1200 ; fils de Renaud/Renard/Raynard/Rainard Ier (dont un frère cadet, Renier, semble la souche des seigneurs de Bourbonne) ; fils de Foulques d'Aigremont seigneur de Choiseul († vers 1140/1150 ; son frère Renier continue la 1re branche des sires ou princes d'Aigremont) ; neveu maternel de Roger de Choiseul († vers 1105) par sa mère Adeline, femme d'Olry d'Aigremont ; Roger et Adeline étant les enfants dudit Renier de Choiseul. La descendance de Renier a formé les branches de Lanques, de Clefmont, d'Aigremont, de Beaupré, de Daillecourt, de Francières, de Praslin, de Stainville, du Plessis, etc.
- Les descendants aînés de Renaud III [possiblement : père de Jean Ier († 1308), mari d'Alix d'Aigremont ; père de Jean II († 1326), x Alix de Grancey ; père de Jean III († 1330) ; oncle paternel de Guy Ier († 1365), fils de Gautier de Choiseul et d'Alix de Châtillon-Nanteuil-la-Fosse, et mari de Jeanne de Noyers fille du comte Jean Ier de Joigny et de Jeanne de Joinville fille du maréchal Anseau ; père de Guy II et d'Aymé/Amé († 1424) ; père de Jeanne ci-après] eurent la seigneurie de Choiseul jusqu'à ladite Jeanne de Choiseul, fille d'Amé, qui la transmit à son mari Etienne seigneur d'Anglure, épousé en 1420.

Le noyau premier des possessions des sires de Choiseul se trouve en Bassigny, à l'est de Chaumont : Choiseul, Aigremont et Bourbonne, Lanques, Meuse, Parnoy, Isches... Puis viendront par des mariages Daillecourt et Clefmont (au XVe siècle, par l'union de Raouline/Roline de Clefmont avec Gérard/Girard de Choiseul fils puîné de Guy Ier seigneur de Choiseul et Jeanne de Noyers de Joigny, évoqués ci-dessus et ci-dessous), ou Laferté-sur-Amance et Pressigny, encore Fouvent, vers le sud et le sud-est, ainsi qu'Ambonville au nord-ouest...
- Gérard de Choiseul, fils cadet de Guy Ier seigneur de Choiseul et Jeanne de Noyers-Joigny au XIVe siècle, est l'auteur de la branche des barons de Clefmont jusqu'à René, † 1621, 
  - d'où le rameau cadet des barons puis marquis de Lanques de la fin du XVe au début du XVIIIe siècle, avec Amplepuis en Beaujolais venu du mariage de Philibert de Choiseul-Lanques en 1487 avec Louise de Sully, fille de Guillaume IV de Sully de Vouillon et de Marguerite de Beaujeu, elle-même fille d'Edouard de Beaujeu-Amplepuis, petit-fils de Guichard VI ; La Ferté-sur-Amance et Pressigny venues du mariage de leur fils Antoine Ier de Choiseul-Lanques avec Anne de Ray en 1528 ; et Fouvent venu du mariage du fils d'Antoine et Anne, Jean de Choiseul-Lanques, avec Antoinette de Vergy,
    - dont les Choiseul-Pressigny aux XVIe et XVIIe siècles.
- Les Choiseul d'Aigremont viennent de Rénier Ier de Choiseul d'Aigremont à la fin du XIIIe siècle, fils cadet de Jean Ier sire de Choiseul et d'Alix d'Aigremont (héritière issue en lignée féminine de la 1re branche d'Aigremont évoquée plus haut), et durent jusqu'au XVIIIe siècle ; Les Choiseul d'Aigremont possédaient Fresnoy-en-Bassigny, Ambonville, Meuse... 
  - un rameau cadet fut celui d'Esclances[3] du XIVe au XVIe siècle, 
    - dont sont issus les Choiseul sires de Chéry-en-Thiérache du XIe au XVIe siècle (fief venu au XIVe siècle du mariage de Rénier III de Choiseul d'Aigremont avec Isabelle de Salm dame de Chéry et de Prouvy (et sans doute aussi de Maulonne/Montloué[4]), fille de Guillaume Salm-Vianden et de Catherine de Prouvy (des pairs de Valenciennes) et de Chéry), aussi sires de Senailly et St-Germain, 
    - et les seigneurs d'Isches (cf. le château d'Harcourt, et Antoine III au XVIIe siècle).

  - Les Choiseul d'Aigremont avaient une autre branche cadette, les barons de Beaupré depuis le XVIe siècle (fief des Joinville, passé par mariage aux Haraucourt (car Mathilde de Joinville-Beaupré marie Charles de Haraucourt) au XIVe siècle, puis à Anne de Saint-Amour/Saint-Amadour, d'abord femme d'Henri de Haraucourt en 1512, puis de Pierre III de Choiseul d'Aigremont). Les aînés des Choiseul barons de Beaupré vont prendre le titre de comte de Stainville en héritant de ce fief par le mariage de François-Joseph de Beaupré († 1711), avec sa cousine germaine Nicole de Stainville : leur petit-fils Etienne-François (1719-1785), duc de Stainville et d'Amboise, est le célèbre ministre de Louis XV,
    - Les Choiseul-Beaupré eurent pour branches cadettes : aux XVIIe – XVIIIe siècles, les seigneurs de Fremestroff et Frémonville en Lorraine, venus de l'oncle paternel de François-Joseph de Beaupré qu'on vient de citer : François-Albert, époux de Marie de Lorraine de Moy, fille naturelle de François de Lorraine-Chaligny évêque de Verdun ;
    - les seigneurs de Daillecourt,
      - dont Antoine-Clériadus (1664-1726), sire de Daillecourt et marquis de Beaupré, père de Claude-Antoine, Antoine-Clériade, et Charles-Marie de Choiseul (1698-1768), lui-même père de : 
        - Marie-Gabriel-Florent (1728-1753), père de Marie-Gabriel-Florent-Auguste de Choiseul-Gouffier (1752-1817 ; marié avec Adélaïde-Marie-Louise de Gouffier d'Heilly). Ils eurent : Octave de Choiseul Gouffier (1773-1840), époux de Sophie de Choiseul Gouffier (1790-1878) et grand-père d'Alix de Choiseul Gouffier (1832-1915); et Michel-Félix-Victor de Choiseul (1754-1796)
        - Claude-Antoine-Clériadus de Choiseul-La Baume (1733-guillotiné en 1794 ; il prit le nom de Choiseul-La Baume en l'honneur de son épouse Diane-Gabrielle de La Baume-Montrevel, mais aussi car le comte Jacques-Philippe de La Baume/La Balme-St-Amour et La Chaux, sans postérité, lui légua en 1770 la terre de St-Amour, dont il fut le dernier comte et seigneur[5]) ; Claude-Antoine-Clériadus et Diane-Gabrielle furent parents de Claude-Antoine-Gabriel, duc de Choiseul (-Stainville) (1760-1838) ;

    - les barons de Meuse ;
    - et les seigneurs de Francières en Picardie (sans doute Francières, le blason est identique : d'argent à la bande de sable, c'est-à-dire noire).

  - Les Choiseul d'Aigremont eurent une autre branche puînée : les seigneurs de Chevigny-en-Auxois (à Millery), de Praslin et de/du Plessis (-Praslin), par le mariage en 1479 de Pierre Gallehaut sire de Doncourt et de Fresnoy, fils cadet de Pierre Gallehaut II de Choiseul d'Aigremont, avec Catherine dame de Chevigny-en-Auxois, héritière de/du Plessis et de Praslin, fille de Thibaut du Plessis et d'Antoinette de Jaucourt-Villarnoult : 
    - les aînés des Chevigny ont été barons puis comtes de La Rivière en Nivernais, et ducs de Praslin à Montgauger puis à Vaux-le-Vicomte ; ils prennent alors le nom de Choiseul-Praslin (cf. César-Gabriel, père de Renaud-César-Louis, lui-même arrière-grand-père de Charles ; voir plus bas le tableau généalogique détaillé), 
      - d'où les barons d'Esguilly, 
        - dont les sires de Bussière(s)-lez-Saulieu (Ouroux-en-Morvan plutôt que Bussières),

    - les cadets sont seigneurs puis barons de Praslin, enfin titrés marquis de Praslin ; ils prennent aussi le nom de Choiseul-Praslin (voir plus bas le tableau généalogique détaillé ; cf. Charles),
      - dont un rameau puîné, celui des sires puis comtes de/du Plessis, qui prennent le nom de Plessis-Praslin et donnent les premiers ducs de Choiseul (cf. César, père de César-Auguste),
        - d'où les comtes d'Hostel, qui assureront par mariage la succession des marquis de Praslin, d'où les Pons-(Rennepont)-Praslin
- Les Choiseul de Traves ont pour auteur Robert, fils cadet de Renard II de Choiseul et d'Alix de Dreux,
  - d'où le rameau cadet des sires de Dracy-le-Fort et de Saint-Uriège.
- Au XXIe siècle, seule subsiste la branche des Choiseul-Praslin, après l'extinction au XXe siècle des Choiseul-Gouffier, des Choiseul-Daillecourt et des Choiseul-Beaupré.

## Membres notables de la famille

### Les ecclésiastiques
Cinq évêques dont un cardinal :
- Gilbert de Choiseul du Plessis Praslin (1613-31 décembre 1689 à Tournai), frère du maréchal César de Choiseul du Plessis-Praslin, évêque de Comminges de 1644 à 1670.
- Gabriel-Florent de Choiseul-Beaupré (16 juin 1685 - 7 juillet 1767), évêque de Saint-Papoul, évêque de Mende
- Claude-Antoine de Choiseul-Beaupré (1697-1763) ; comte et évêque de Chalons-sur-Marne et Pair de France.
- Antoine-Clériade de Choiseul-Beaupré (1707-1774), archevêque de Besançon de 1754 à 1774 et cardinal en 1761.
- Léopold-Charles de Choiseul-Stainville (1724-1774) ; évêque d'Evreux, archevêque d'Albi, archevêque de Cambrai

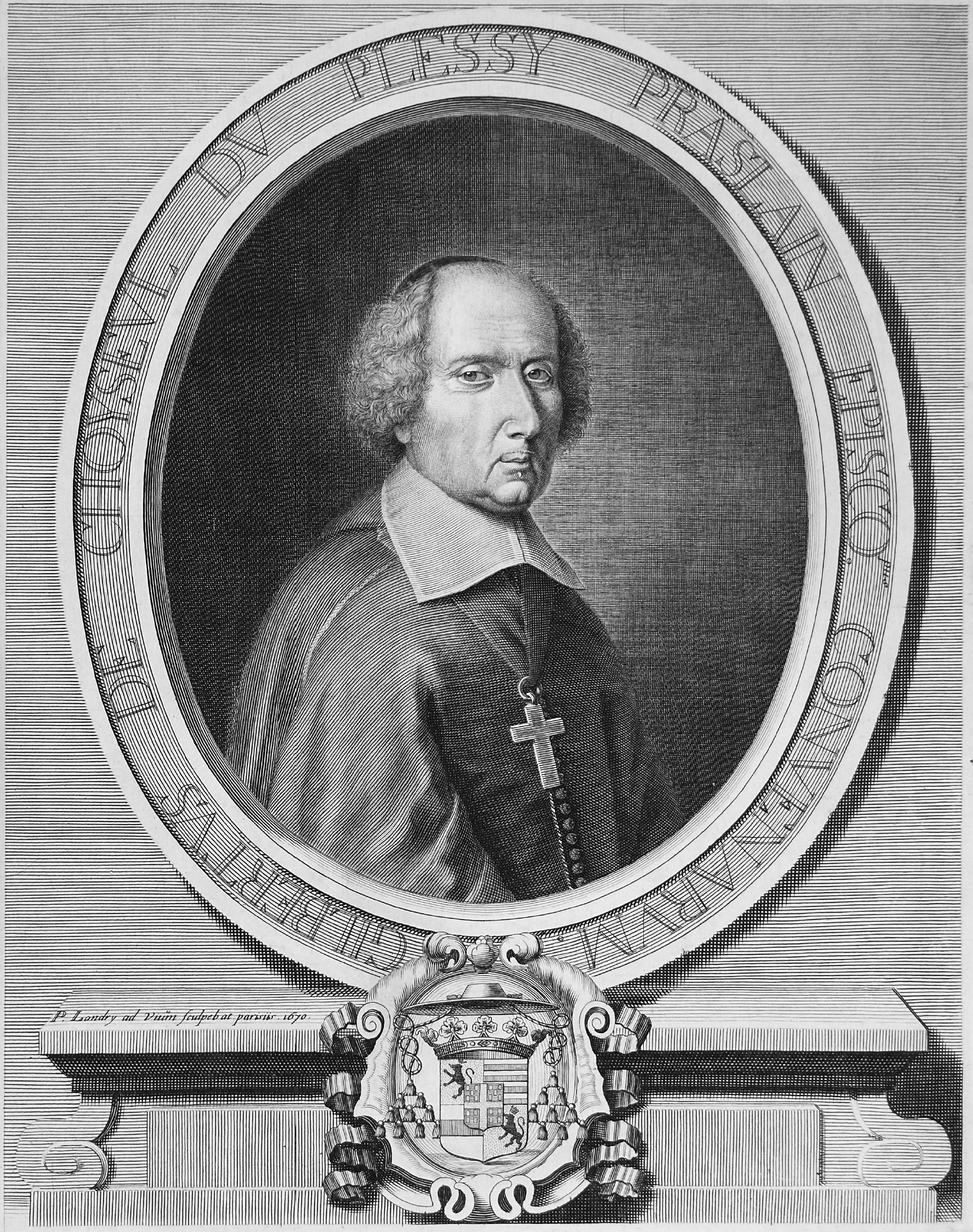
Mgr Gilbert de Choiseul du Plessis Praslin (1613-1689), évêque de Comminges.
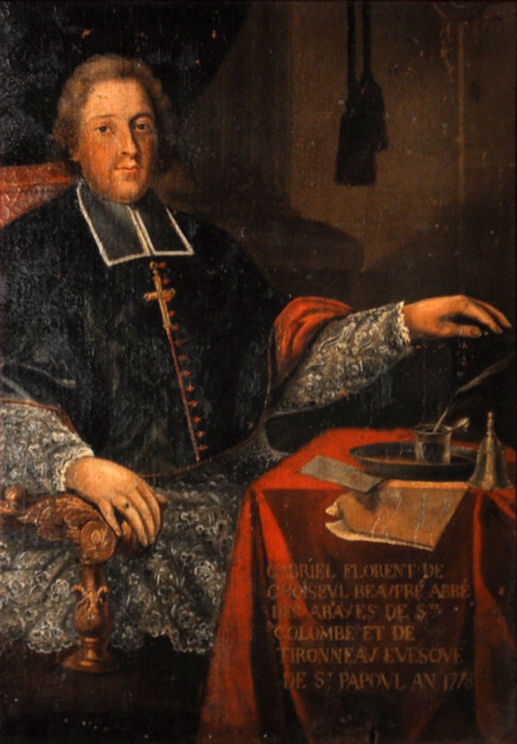
Mgr Gabriel-Florent de Choiseul-Beaupré (1685-1767), évêque de Saint-Papoul et de Mende (1707-1774).
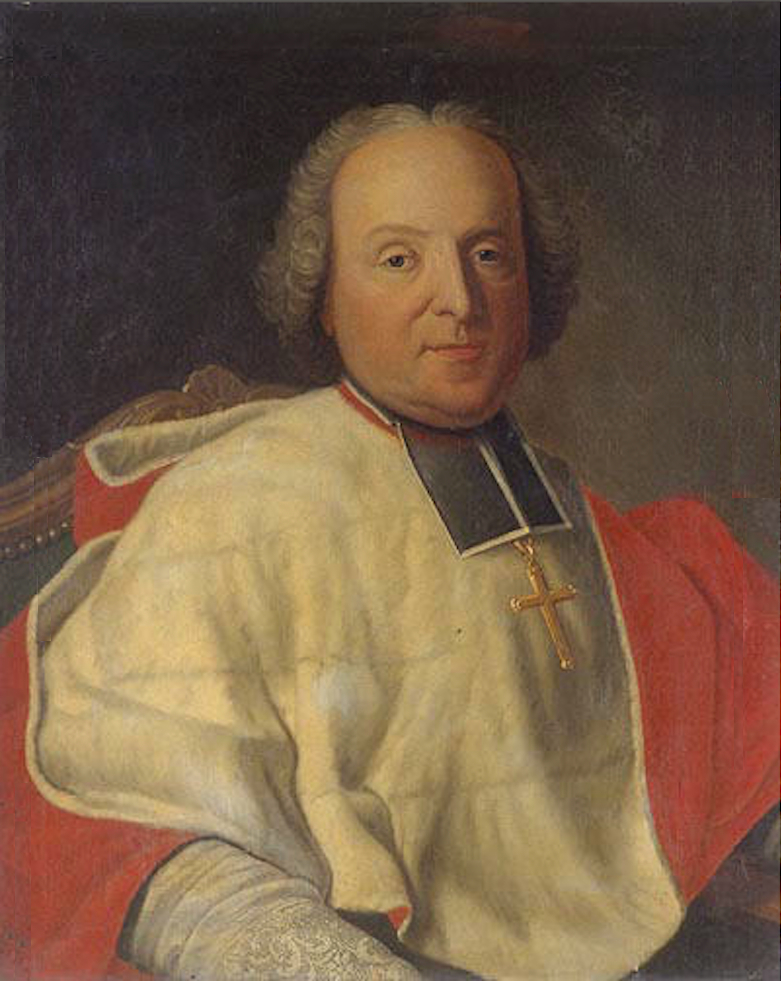
Le cardinal Antoine-Clériade de Choiseul-Beaupré (1707-1774).

### Les maréchaux
La Maison de Choiseul compte parmi ses membres quatre maréchaux de France : 
- Charles de Choiseul (1563-1626), marquis de Praslin, qui servit sous Henri IV et Louis XIII. Sa fille ainée, Catherine-Blanche de Choiseul-Praslin, épousera le Maréchal d'Estampes, marquis de La Ferté-Imbault ;
- César de Choiseul du Plessis-Praslin (1598-1675), duc de Choiseul, qui défit Turenne à Rethel (1650), alors que celui-ci commandait l'armée espagnole ;
- Claude de Choiseul, comte de Choiseul (1632-1711), marquis de Francières, qui se distingua à la bataille de Seneffe contre les Néerlandais et fut fait maréchal en 1693
- Jacques Philippe de Choiseul (6 septembre 1727 - Lunéville, 2 juin 1789 - Strasbourg), comte, puis (1786) duc de Choiseul-Stainville, maréchal en 1783

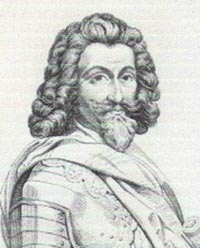
Charles de Choiseul-Praslin (1563-1626).
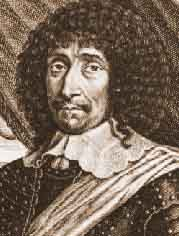
César de Choiseul du Plessis-Praslin (1598-1675).
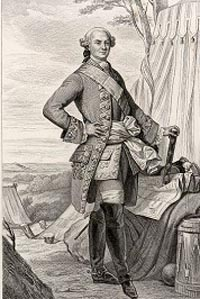
Jacques Philippe de Choiseul-Stainville (1717-1789).
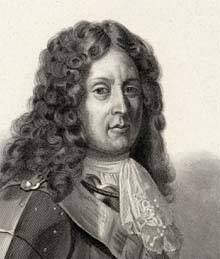
Claude, comte de Choiseul (1632-1711), marquis de Francières.

### Les lieutenants-généraux et les maréchaux de camp
La Maison de Choiseul compte parmi ses membres plus de trente lieutenants-généraux ou maréchaux de camp : 
- Roger de Choiseul-Praslin (vers 1600 - tué à la bataille de Marsée, près de Sedan, 1641), marquis de Praslin, mestre de camp général de la cavalerie légère, lieutenant général en Champagne et bailli de Troyes ;
- François de Choiseul-Praslin (1612 - Praslin (Champagne), 12 décembre 1690), marquis de Praslin, mestre de camp d’un régiment de cavalerie (1642), second lieutenant général pour le roi au gouvernement de Champagne (30 janvier 1648), gouverneur de Troyes et lieutenant général des armées du roi en Champagne ;
- Gaston-Jean-Baptiste de Choiseul (Blois, 1659 - Milan, 23 octobre 1706), comte d'Hostel, marquis de Praslin (1683-1706), lieutenant général des armées du roi, chevalier de Saint-Louis, lieutenant général au gouvernement de Champagne, gouverneur de Troyes ;
- Charles Auguste Honoré Gabriel de Choiseul-Beaupré (30 novembre 1782 - 29 juin 1862), maréchal de camp, chevalier de Saint-Louis, commandeur de la Légion d'honneur[6]

### Les militaires et résistants
- Antoine de Choiseul d'Isches, Bailli du Bassigny pour le Duc de Lorraine, Gouverneur de La Mothe, Capitaine des gardes du duc de Lorraine Charles IV, tué au siège de La Mothe le 21 juin 1634.
- Marie César Gabriel de Choiseul-Praslin, 8e duc de Praslin, (20 septembre 1879 à Ryde- 24 juin 1966 à Paris) est le fils de Gaston Louis Philippe de Choiseul-Praslin, 6e duc de Praslin, et de Marie Elisabeth Forbes. Ancien militaire ayant combattu durant la Grande Guerre, membre de l'Action française et Maurassien convaincu [7], il entend l'appel du général de Gaulle, interpelle Maurras et lui reproche son antigaullisme. Il s'engage dans la voie de la résistance et devient l'un des fondateurs[Note 1] du mouvement de résistance Combat de la Région no 5 (R5) qui a organisé le maquis A.S. local, formé le 50e et le 26e R.I.[8],[9],[10] à Périgueux. Avec toute sa famille, il anima l’action du mouvement Combat en Dordogne. En mars 1944, il arrêté et interrogé par la Gestapo, il leur répond : « Votre führer, je m'en fous ». Il décède à Paris le 24 juin 1966 à l'âge de 86 ans.
- Charles Marie Nicolas Antoine de Choiseul-Praslin (21 juin 1920 à Paris - 6 mai 1945 à Saintes) est le fils de Gabriel de Choiseul-Praslin, 8e duc de Praslin, et de Maria Cagninacci. Il quitte la France, en juillet 1940, pour continuer la lutte. Engagé volontaire au FNFL il atteint le grade d'Enseigne de vaisseau et est tué le 6 mai 1945, à bord de la vedette MTB 239  [11]. Résistant, il parvient toutefois à se marier le 14 juin 1943, Beynat, avec  Galliane Marie Antoinette Haudry de Soucy.

### Les ministres
- Étienne François de Choiseul (1719-1785), ambassadeur puis secrétaire d'État de Louis XV ;
- César Gabriel de Choiseul-Praslin (1712-1785), cousin du précédent, également ambassadeur puis secrétaire d'État de Louis XV ;

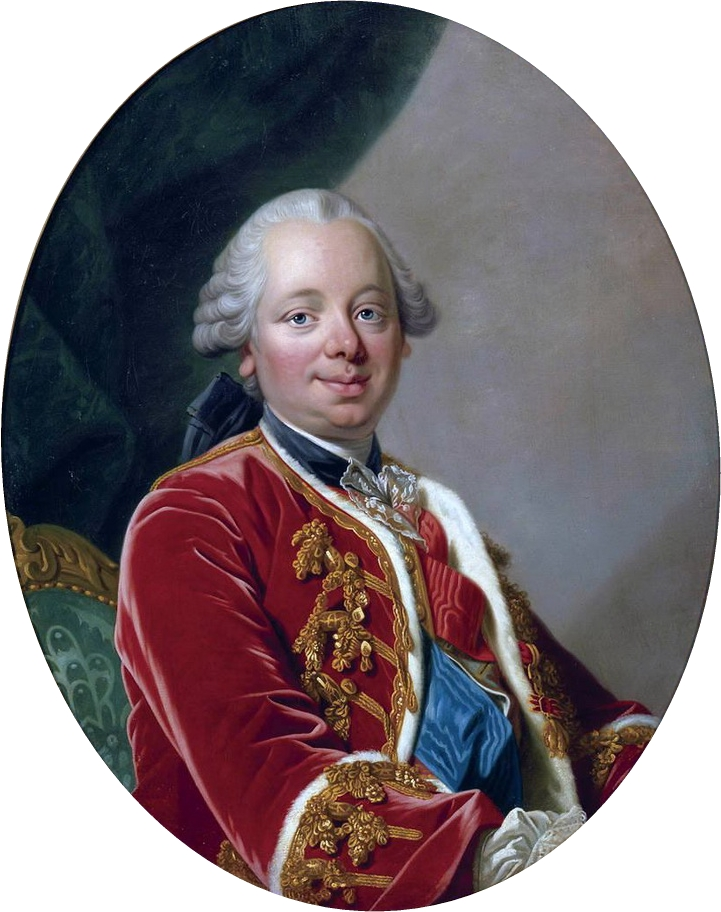
Portrait d'Étienne François de Choiseul par Carle Van Loo.
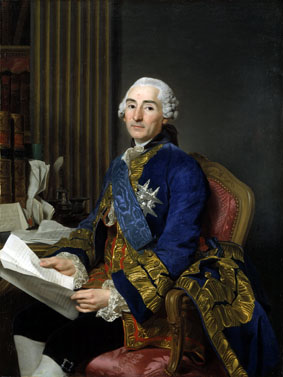
Portrait de César Gabriel de Choiseul-Praslin par Alexandre Roslin.

### Les parlementaires
- Députés aux États généraux de 1789 :
  - Renaud César de Choiseul-Praslin (1735-1791), duc de Praslin, député de la noblesse de la sénéchaussée d'Angers.
  - Antoine-César de Choiseul-Praslin (1756-1808), comte de Praslin, seigneur de Maugé, lieutenant général des huit évêchés de la Basse-Bretagne, colonel du régiment de Lorraine-infanterie, député suppléant de la noblesse de la sénéchaussée du Maine au Mans, sénateur.
  - Michel-Félix-Victor de Choiseul d'Aillecourt (1754-1796), député de la noblesse du bailliage de Chaumont-en-Bassigny.
- Chambre des députés (Restauration) :
  - Gaspard-Marie-Victor de Choiseul d'Aillecourt (1779-1835), député de l'Oise (1824-1830) ;
- Chambre des députés (Monarchie de Juillet) :
  - Charles de Choiseul-Praslin (1805-1847), député de Seine-et-Marne (1839-1842), pair de France (1845-1847), protagoniste de la célèbre affaire Choiseul-Praslin.
- Chambre des pairs :
  - Marie-Gabriel-Florent-Auguste de Choiseul-Gouffier (1752-1817), écrivain français, pair de France (1815-1817) ;
  - Antoine-Louis-Octave de Choiseul-Gouffier (ou Beaupré) (1773-1840), fils du précédent, pair de France par droit héréditaire (1819-1840), époux de Zofia Tyzenhauz ;
  - Charles-Félix de Choiseul-Praslin (1778-1841), pair de France (1814-1815, 1819-1841) ;
  - Albéric-César-Guy de Choiseul-Praslin (1787-1868), comte de Praslin, Pair de France (Chambre des pairs)[12] (1827-1830) ;
  - Charles de Choiseul-Praslin (1805-1847), député de Seine-et-Marne (1839-1842), pair de France (1845-1847).
  - Claude-Antoine-Gabriel de Choiseul-Stainville (1760-1838), écrivain français et pair de France (1814-1838) ;
- Chambre des députés (Troisième République) :
  - Horace de Choiseul-Praslin (1837-1915), député de Seine-et-Marne, ministre.

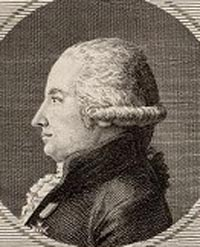
Antoine-César de Choiseul-Praslin (1756-1808).
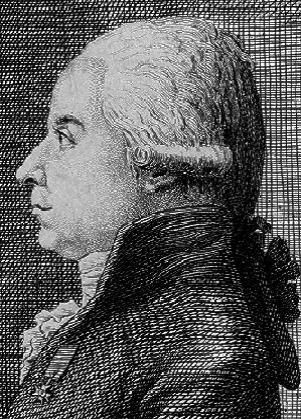
Michel-Félix-Victor de Choiseul d'Aillecourt (1754-1796).
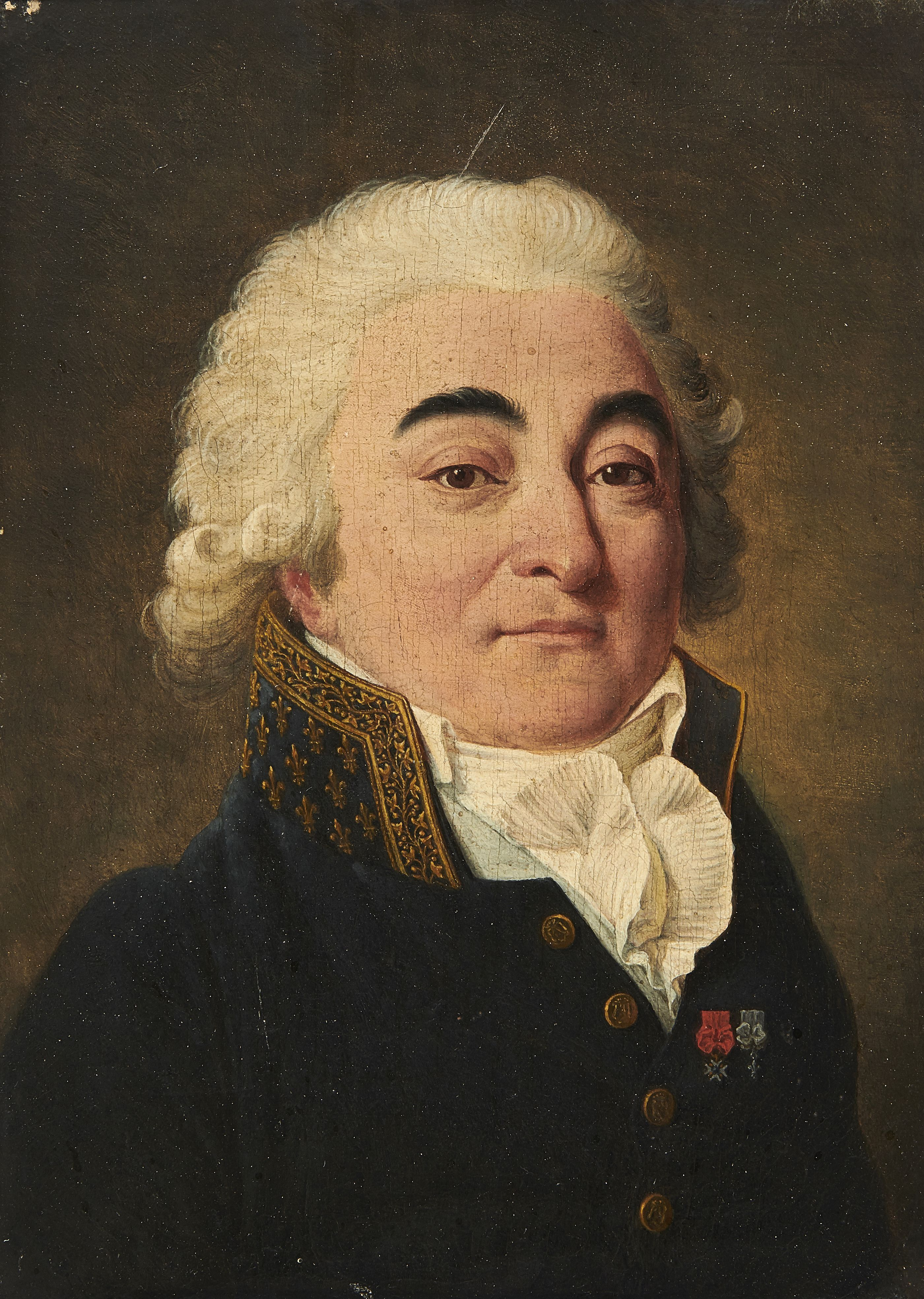
Marie-Gabriel-Florent-Auguste de Choiseul-Gouffier (1752-1817)
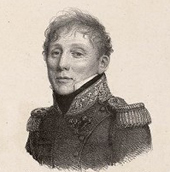
Charles-Félix de Choiseul-Praslin (1778-1841)
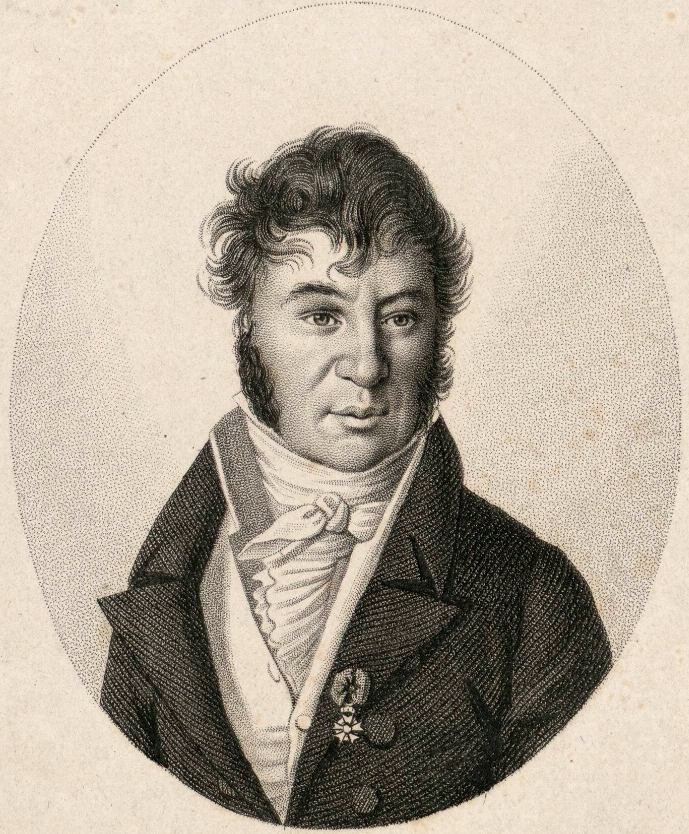
Charles de Choiseul-Praslin (1805-1847).
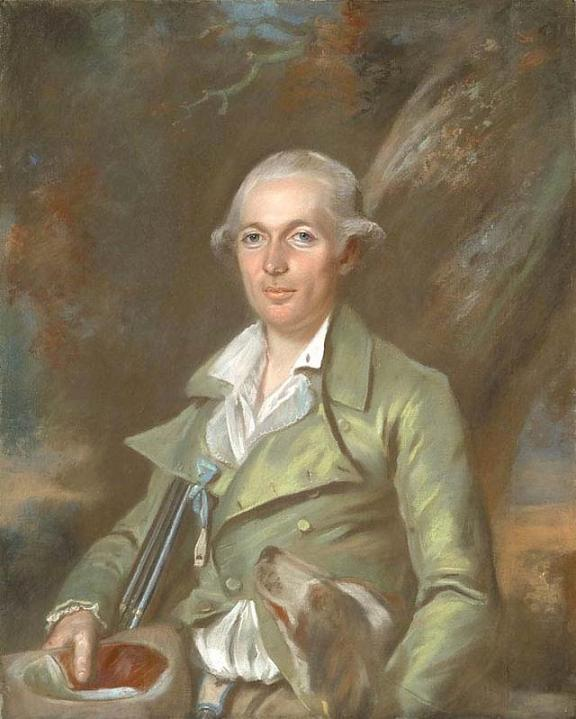
Claude-Antoine-Gabriel de Choiseul (1760-1838).
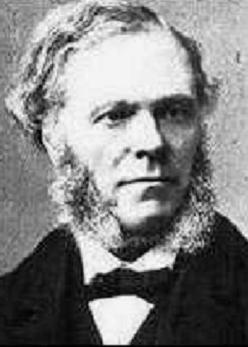
Horace de Choiseul-Praslin (1837-1915).

### Les hauts fonctionnaires
- André Maxime Urbain (1781-1854), comte de Choiseul d'Aillecourt, préfet de l'Eure, puis préfet de la Côte-d'Or puis préfet du Loiret
- Comte de Choiseul Daillecourt, Lieutenant général des armées du Roi, député de la noblesse aux États généraux de 1789.

## Galerie de portraits

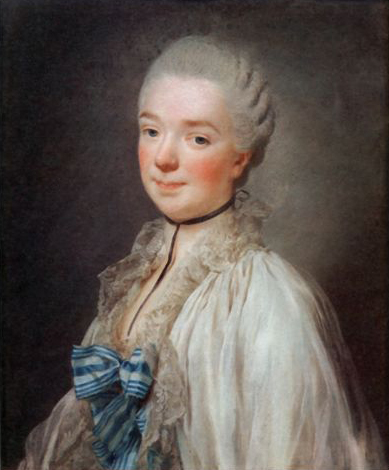
Alexandre Roslin, Béatrix de Choiseul-Stainville, duchesse de Gramont, vers 1774.
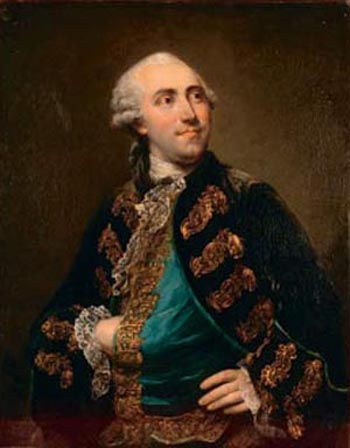
Élisabeth Vigée Le Brun, marquis de Choiseul, 1775.
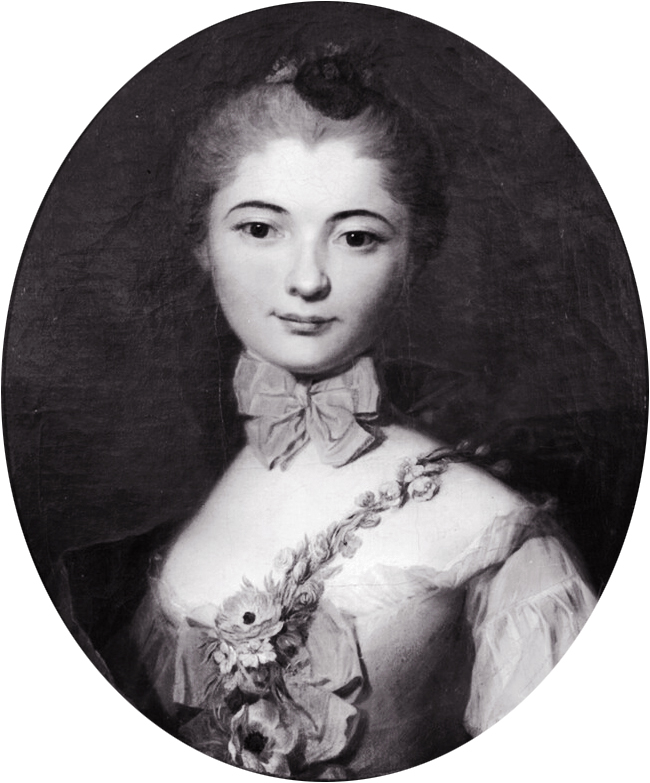
Louise Honorine Crozat du Châtel Choiseul, duchesse de Choiseul-Stainville.
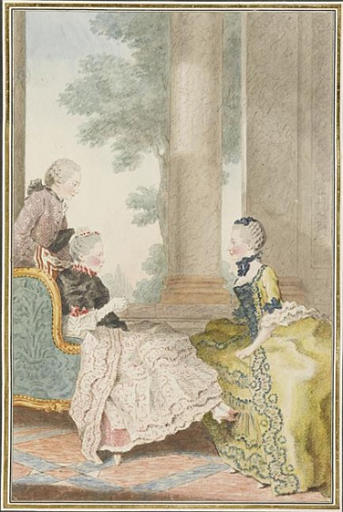
Carmontelle, La duchesse de Gramont, Mme de Stainville et le comte de Biron, vers 1762.
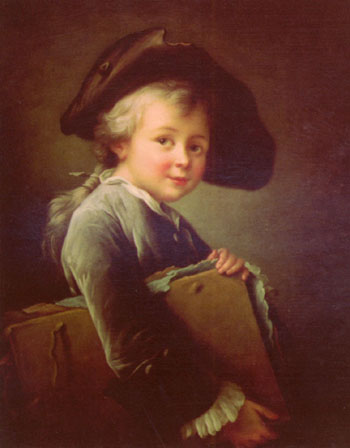
François-Hubert Drouais, Le comte de Choiseul en élève modèle, 1751.
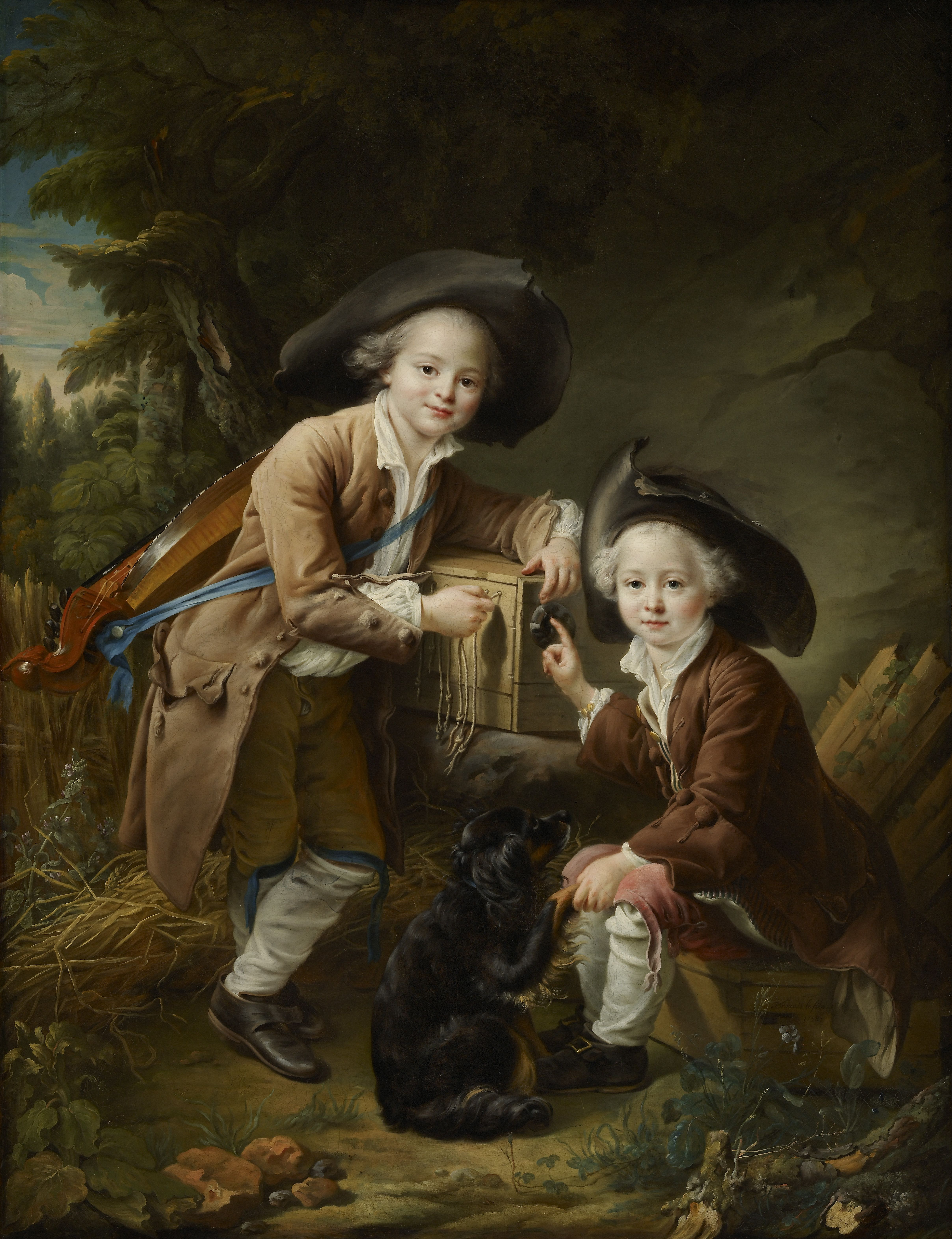
François-Hubert Drouais, Le comte et le chevalier de Choiseul en Savoyards, 1758.
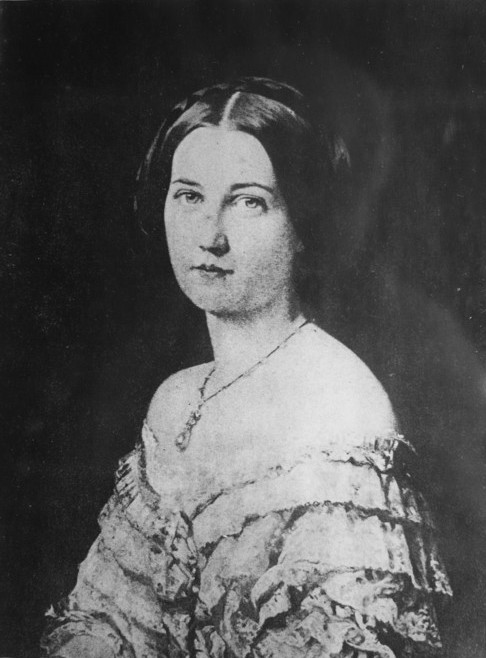
Federico de Madrazo (photographie par Gaspard-Félix Tournachon), Fanny Sébastiani della Porta, duchesse de Praslin à 25 ans, 1855.

## Arbres généalogiques

### Origines des différentes branches

#### Première maison de Choiseul
- Renier Ier de Choiseul (né vers 1040 - † après 1102), premier seigneur de Choiseul connu. Une de ses sœurs a probablement épousé Renier, seigneur de Nogent. Il donne l'église Saint-Gengoul de Varennes à l'abbaye de Molesme afin d'y fonder le prieuré de Varennes. Il épouse Ermengarde (peut-être issue de la maison des comtes de Tonnerre ou de Maligny, voire de celle de Vergy[13], dont il a deux enfants :
  - Roger de Choiseul, qui suit.
  - Adeline de Choiseul, qui épouse Olry d'Aigremont, seigneur d'Aigremont, dont elle a plusieurs enfants.
- Roger de Choiseul (né vers 1075 - † vers 1105), seigneur de Choiseul à la mort de son père. En 1095, il se joint à la première croisade, peut-être avec Geoffroy d'Aigremont, et participe probablement aux sièges de Nicée, d'Antioche ainsi qu'à la prise de Jérusalem[14],[15]. Il meurt peu après son retour sans union ni postérité connues. La seigneurie de Choiseul passe alors à sa sœur Adeline et à son mari Olry d'Aigremont.
- Adeline de Choiseul (née vers 1075 - † après 1126), dame de Choiseul à la mort de son frère. Par son mariage avec Olry d'Aigremont, seigneur d'Aigremont, fils de Foulques de Serqueux (premier seigneur d'Aigremont connu) et d'Eve de Reynel (fille d'Aubry de Reynel, comte de Reynel), la seigneurie de Choiseul passe à la maison d'Aigremont.

#### Seconde maison de Choiseul
- Olry d'Aigremont (né vers 1070 - † vers 1136), seigneur de Choiseul du chef de son épouse. Tous deux participent à la fondation de l'abbaye de Morimond. Frère de Vilain d'Aigremont, évêque de Langres, et de Gui d'Aigremont, tige de la deuxième maison des seigneurs de Nully. Il épouse Adeline de Choiseul dont il a huit enfants :
  - Foulques de Choiseul (né vers 1095, † après 1147) qui succède à sa mère en tant que seigneur de Choiseul et qui suit.
  - Renier d'Aigremont (né vers 1100, † 1182/1183) qui succède à son père en tant que seigneur d'Aigremont et continue la lignée et qui suit plus loin.
  - Gérard d'Aigremont (né vers 1100, † après 1160), dit Sans Terre : il a quatre enfants (le nom de sa femme est inconnu, peut-être de la famille de Bourmont) :
    - Olry d'Aigremont († 1209/1214) : marié avec Damette de ???, il a deux enfants :
      - Gérard d'Aigremont († avant 1214) : cité dans une charte de 1189 de l'abbaye de Cherlieu, probablement mort avant 1214.
      - Marie d'Aigremont († après 1189): citée dans une charte de 1189 de l'abbaye de Cherlieu.

    - Barthélemy d'Aigremont († après 1189) : cité dans une charte de 1173 de l'abbaye de la Crête et dans une autre de 1189 de l'abbaye de Cherlieu.
    - Godefroi d'Aigremont († après 1189) : cité dans une charte de 1173 de l'abbaye de la Crête et dans une autre de 1189 de l'abbaye de Cherlieu.
    - ??? d'Aigremont († avant 1214): cité dans une charte de 1189 de l'abbaye de Cherlieu, marié avec ??? de Blondefontaine.

  - Olry d'Aigremont († après 1164): qui fut prévôt de Saint Geosmes.
  - Vilain d'Aigremont († après 1168) : prieur de Varennes, puis abbé de Molesme.
  - Gertrude d'Aigremont († après 1170) : mentionnée dans une charte de 1170.
  - Reine d'Aigremont († après 1170) : mentionnée dans une charte de 1170.
  - Michelle d'Aigremont ou Milette d'Aigremont († après 1176) : mariée avec Gérard de Bourmont, avec qui elle a au moins quatre enfants (Foulques, Renier, Vilain et Louis de Bourmont).
- Foulques Ier de Choiseul (né vers 1095 - † après 1147), seigneur de Choiseul à la mort de son père. Il épouse une femme dont le nom est inconnu, probablement une fille de Renard III, comte de Toul, dont il a au moins quatre enfants :
  - Renard Ier de Choiseul, qui succède à son père en tant que seigneur de Choiseul et qui suit.
  - Renier de Choiseul, qui devient seigneur de Bourbonne dont il est la tige de la première branche et qui suit plus loin.
  - Olry de Choiseul, qui devient chanoine.
  - Gérard de Choiseul, qui épouse Havis de Nully.
- Renard Ier de Choiseul (né vers 1125 - † en 1157 ou 1158), seigneur de Choiseul à la mort de son père. Il accompagne le roi Louis VII au cours de la deuxième croisade[16],[17]. Il épouse Havide (ou Héloïse), dont le nom de famille est inconnu, dont il a deux enfants :
  - Foulques II de Choiseul, qui suit.
  - Olry de Choiseul, chanoine à Langres.
- Foulques II de Choiseul (né vers 1150 - † avant 1198), seigneur de Choiseul à la mort de son père. Il a de nombreuses disputes avec l'abbaye de Morimond, ce qui lui vaut d'être excommunié deux fois. Il épouse Alix de Vignory, fille de Barthélemy, seigneur de Vignory, et d'Elvide de Brienne, dont il a cinq enfants :
  - Renard II de Choiseul, qui suit.
  - Helvide de Choiseul, citée dans des chartes de 1192 et de 1210. Elle épouse un seigneur de Beaujeu-sur-Saône, dont elle a au moins un fils : Foulques.
  - Ide de Choiseul, citée dans des chartes de 1192 et de 1210. Elle épouse Pierre de Mereville, dont elle a au moins un fils : Renard.
  - Alix de Choiseul, citée dans une charte de 1192.
  - Barthélemy de Choiseul († après 1263), seigneur de Vrécourt. Le nom de son épouse est inconnu mais il a au moins deux enfants : Barthélemy et Renard, tous deux probablement morts jeunes et sans descendance.
- Renard II de Choiseul (né vers 1175 - † en 1239), seigneur de Choiseul à la mort de son père. Il participe à la cinquième croisade. Il épouse en premières noces Clémence de Faucogney, fille d'Aymon II de Faucogney, seigneur de Faucogney et vicomte de Vesoul, et d'Adeline (nom de famille inconnu), dont il n'a pas de postérité. Veuf, il épouse en secondes noces Alix de Dreux, d'origine capétienne, dame de Traves, veuve de Gaucher IV de Mâcon, seigneur de Salins, fille de Robert II de Dreux, comte de Dreux, et Yolande de Coucy, dont il a cinq enfants :
  - Jean Ier de Choiseul, qui suit.
  - Renard de Choiseul († 1276), trésorier de Reims.
  - Yolande de Choiseul († 1310), elle épouse en premières noces Jean de Ray, seigneur de Ray, fils d'Othon de la Roche, seigneur de Ray, et de Marguerite (nom de famille inconnu), dont elle a deux enfants (Othon et Guillaume de Ray). Veuve, elle épouse en secondes noces Étienne II d’Oiselay, fils de d'Étienne Ier, seigneur d’Oiselay, et de Clémence de Faucogney., d'où descendance.
  - Agnès de Choiseul († 1293), elle épouse en premières noces Simon IV, seigneur de Sexfontaines et de Jonvelle, fils de Simon III de Sexfontaines et d'Isabelle de Jonvelle, dont elle a quatre enfants (Guy, Simon, Élisabeth et Alix de Sexfontaines). Veuve, elle épouse en secondes noces Pierre, seigneur de La Fauche, fils d'Hugues IV de La Fauche, dont elle a des enfants. De nouveau veuve, elle épouse en troisièmes noces Jacques, seigneur de Bayon, fils d'Henri de Lorraine, seigneur de Bayon, et de Damete de Pesmes, dont elle a un enfant (Henri de Bayon).
  - Robert de Choiseul, seigneur de Traves et vicomte de Besançon. Tige de la branche de Traves.
- Jean Ier de Choiseul (né vers 1226 - † en 1309), seigneur de Choiseul à la mort de son père. Connétable de Bourgogne. Il épouse Alix d'Aigremont, également appelée Bartholomette, fille de Renier de Neuviller, seigneur d'Aigremont et de Neuviller, et d'Isabelle de Bauffremont, dont il a six enfants :
  - Alix de Choiseul, qui épouse Guy de La Ferté-sur-Amance, fils de Gautier de Vignory, seigneur de La Ferté-sur-Amance, et de son épouse Jeanne, dont le nom de famille est inconnu, d'où postérité.
  - Jean de Choiseul, qui succède à son père en tant que seigneur de Choiseul et qui suit.
  - Jeanne de Choiseul, qui épouse Pierre, seigneur de Bourlémont, fils Joffroy de Brixey de Bourlémont et de Sibylle de Saulxures, d'où postérité.
  - Renier de Choiseul, qui succède à sa mère en tant que seigneur d'Aigremont et de Neuviller et qui suit plus loin en tant que tige de la deuxième branche d'Aigremont.
  - Renard de Choiseul, qui succède à son père en tant que seigneur de Bourbonne et qui suit plus loin en tant que tige de la deuxième branche de Bourbonne. Il semble y posséder une part plus importante que ses cousins dit de Coublant ou de Bourbonne.
  - Alix ou Yolande de Choiseul, qui épouse Étienne III, seigneur d’Oiselay, fils de Guillaume d’Oiselay et de Marguerite de Vienne, d'où postérité.
- Jean II de Choiseul (né vers 1255 - † en 1336), seigneur de Choiseul à la mort de son père. Il épouse Alix de Grancey, fille de Guillaume de Grancey, seigneur de Grancey, et d'Isabelle de Tilchâtel, dont il a cinq enfants :
  - Marie de Choiseul, qui épouse Godemar du Fay, seigneur de Baucheron, bailli de Chaumont et sénéchal de Beaucaire, d'où postérité.
  - Jean de Choiseul, cités dans des chartes de 1320 et 1323, mais mort avant son père vers 1330, probablement sans union ni postérité.
  - Gautier de Choiseul, qui suit.
  - Guy de Choiseul, qui épouse Jeanne d'Annegray, mais qui meurt avant 1338, probablement sans postérité.
  - Jeanne de Choiseul, qui épouse Hervé de Saffres, d'où postérité.
- Gautier de Choiseul (né vers 1305 - † en 1342), seigneur de Choiseul à la mort de son père. Il fait partie de l'armée du roi de France et combat les Anglais dans les Flandres françaises au début de la Guerre de Cent Ans. Il épouse Alix de Nanteuil, probable fille de Gaucher IV de Nanteuil-la-Fosse et de Marguerite de Roucy, dont il a quatre enfants :
  - Jean III de Choiseul, qui succède à son père en commun avec son frère puîné et qui suit.
  - Henri de Choiseul, qui succède à son père en commun avec son frère aîné et qui suit.
  - Gui de Choiseul, qui succède à ses frères et qui suit plus loin.
  - Jeannette de Choiseul, moniale à Rougemont.
  - une autre fille qui aurait été moniale à Soissons.
- Jean III de Choiseul (né vers 1325 - † en 1358), seigneur de Choiseul à la mort de son père, de concert avec son frère puîné Henri de Choiseul, qui suit, jusqu'en 1350. Il n'a pas d'union ni de descendance connue et est remplacé par son plus jeune frère Gui de Choiseul, qui suit également.
- Henri de Choiseul (né vers 1325 - † en 1350), seigneur de Choiseul à la mort de son père, de concert avec son frère aîné Jean III de Choiseul, qui précède. Il n'a pas d'union ni de descendance connue et à sa mort son frère aîné dirige seul la seigneurie de Choiseul.
- Gui de Choiseul (né vers 1330 - † vers 1417), seigneur de Choiseul à la mort de ses frères. Il épouse Jeanne de Joigny, fille de Jean de Noyers, comte de Joigny, et de sa première épouse Jeanne de Joinville, dont il a quatre enfants :
  - Gaucher de Choiseul, cité dans une charte de 1407. Probablement décédé avant son père sans union ni descendance.
  - Aymé de Choiseul, qui suit.
  - Gérard de Choiseul, qui épouse Raouline de Clefmont, fille et unique héritière de Guy II, seigneur de Clefmont, et de Marguerite de Vieuchâtel, d'où postérité. Par ce mariage, il devient seigneur de Clefmont et est la tige de la branche de Clefmont.
  - Alix de Choiseul, citée dans une charte de 1407. Elle épouse en premières noces Gérard de Dinteville, seigneur d'Echenay d'où postérité. Veuve, elle épouse en secondes noces Pierre de Choiseul, seigneur d'Aigremont, d'où postérité.
- Aymé de Choiseul (né vers 1365 - † vers 1425), seigneur de Choiseul à la mort de son père. Il épouse Claude de Grancey, fille de Robert de Grancey , seigneur de Courcelles et de Meursault, et de Jeanne de Beaujeu-sur-Saône, dont il a une fille :
  - Jeanne de Choiseul, qui suit.
- Jeanne de Choiseul (née vers 1395 - † vers 1474), dame de Choiseul à la mort de son père. Elle épouse en premières noces Étienne d'Anglure, fils d'Ogier IX, dit le Voyageur, seigneur d'Anglure, et d'Alix de Toucy, dont elle a sept enfants. Veuve, elle épouse en secondes noces Jean de Blaisy, seigneur de Villecombe, dont elle n'a probablement pas de postérité. De nouveau veuve, elle épouse en troisièmes noces Jacques de Louhans, dont elle a deux autres enfants :
  - de (1) : Antoine d'Anglure, qui succède à son père comme baron d'Anglure et avoué de Thérouanne. Il épouse Jeanne de Rochebaron, fille d’Antoine, seigneur de Bersay et conseiller du Roi. Il meurt en 1462 avant sa mère sans laisser de postérité.
  - de (1) : Antoine d'Anglure, abbé de Saint-Antoine de Lagny.
  - de (1) : Guillaume d'Anglure, seigneur de Donjeux, Chacenay et Choiseul, puis baron d'Anglure et avoué de Thérouanne à la mort de son frère. Il épouse Jeanne de Vergy, d'où postérité.
  - de (1) : Claudine d'Anglure, qui épouse Jean de Blaisy, seigneur de Villecomte, Galéas de Salazar, d'où postérité.
  - de (1) : Guye d'Anglure, qui épouse Claude de Rochebaron.
  - de (1) : Marguerite d'Anglure, qui épouse Mahiet de Guigné.
  - de (1) : Marie d’Anglure, qui épouse Mile de Grancey, seigneur de Larrey.
  - de (2) : Philippe de Louhans.
  - de (2) : Jean de Louhans.

Avec Jeanne de Choiseul s’éteint la ligne directe des Choiseul et elle est également la dernière de sa maison à posséder les terres de Choiseul.

#### Première branche d'Aigremont
- Renier d'Aigremont († 1182/1183) seigneur d'Aigremont à la mort de son père. Le nom de son épouse est inconnu mais il a au moins trois enfants.
  - Agnès d'Aigremont († après 1170), qui épouse Olry de Vaudémont, seigneur de Deuilly, dont elle a une fille (Helvis Damiette de Deuilly), puis une fois veuve elle épouse en secondes noces Olry de Neuviller, dont elle a trois enfants (Joethe de Neuviller, Olry de Neuviller et Renier de Neuviller).
  - Berthe d'Aigremont († après 1170) : moniale à l'abbaye de Remiremont.
  - Adeline d'Aigremont († après 1170) : moniale à l'abbaye de Remiremont.

À sa mort, la seigneurie d'Aigremont passe alors à la maison de Neuviller.

#### Branche de Nully
- Gui d'Aigremont († après 1140), fils de Foulques de Serqueux, seigneur d'Aigremont, et de Saruc de Grancey. Il devient seigneur de Nully par son mariage avec Hesceline de Joinville, fille d'Hilduin de Joinville, seigneur de Nully, dont il a au moins un enfant :
  - Guerry de Nully, qui suit.
- Guerry ou Werry de Nully, qui succède à son père. Le nom de son épouse est inconnu, mais il a au moins un enfant :
  - Gautier de Nully, qui suit.
- Gautier de Nully († après 1174), qui succède à son père. Il épouse Adeline d'Arzillières, fille de Vilain d'Arzillières et d'Yvette de Vitry, dont il a plusieurs enfants :
  - Vilain de Nully, qui suit.
  - Guillaume de Nully, qui accompagne son frère Vilain lors de la quatrième croisade. Il est probablement fait prisonnier par les Turcs vers 1204 et est surement mort en captivité sans avoir contracté d'union ni avoir eu de descendance.
  - une fille qui épouse Baudoin de Bricon, dont elle a au moins deux enfants (Wiart et Hugues).
- Vilain de Nully († 1202/1204), qui succède à son père. Il est présent au tournoi d'Écry où il décide partir en croisade. En 1202, il accompagne Renard II de Dampierre-en-Astenois en terre-sainte où il trouve la mort en bataillant contre les Turcs. Il épouse Ada de Montmirail, veuve de Clarembaud de Noyers, fille d'André de Montmirail, seigneur de Montmirail et de La Ferté-Gaucher, et d'Hildiarde d’Oisy, vicomtesse de Meaux, dont il a plusieurs enfants :
  - Jean de Nully, qui suit.
  - Élisabeth de Nully († après 1225), qui épouse en premières noces Guillaume de Vergy, seigneur d'Ormoy-sur-Aube, fils de Simon de Vergy, seigneur de Beaumont-sur-Vingeanne, et d'Ermengarde de Til-Châtel, d'où postérité ; puis en secondes noces Garnier de Sombernon, d'où postérité.
  - peut-être Ada ou Ode de Nully[13], qui épouse Geoffroi de Villehardouin, fils de Geoffroi de Villehardouin, dit le Chroniqueur, et de Channe de Lézinnes, mais qui n'a probablement pas de postérité.
- Jean de Nully († vers 1260), qui succède à son père. Il participe à la Cinquième croisade et combat au siège de Damiette. Avant 1220, il arrive dans le Péloponnèse où il établit la forteresse de Passavant, qui devient ensuite le siège de la baronnie de Passavant dont il est le premier baron. Il est également nommé maréchal héréditaire d'Achaïe. Il épouse une sœur de Gautier de Rosières, premier baron d'Akova, dont il a un enfant :
  - Marguerite de Nully, qui suit.
- Marguerite de Nully. Étant fille unique et comme son oncle Gautier de Rosières est sans enfant, elle est héritière des baronnies de Passavant et d'Akova, dans la principauté d'Achaïe. En 1261, elle est envoyée comme otage à la cour byzantine de Constantinople, en échange de la libération du prince Guillaume II de Villehardouin. Elle est de retour en 1275 et réclame son héritage qui avait été confisqué. Elle épouse en premières noces Gilbert d'Escors, tué à la bataille du mont Karydi en 1258. Veuve, elle épouse en secondes noces Jean de Saint-Omer, frère de Nicolas II de Saint-Omer, seigneur de Thèbes, dont elle a un enfant :
  - Nicolas III de Saint-Omer.

#### Première branche de Bourbonne
- Renier Ier de Bourbonne (né vers 1130 - † entre 1203 et 1207), seigneur de Bourbonne à la mort de son père. Il épouse Alix de Dramelay, dame de Fresnes, fille d'Humbert de Dramelay et sœur de l'archevêque de Besançon Amédée, dont il a six enfants :
  - Frédéric de Bourbonne († après 1214), qui deviendra seigneur de Coublanc par mariage avec Guyette de Coublant.
  - Foulques de Bourbonne († après 1163), cité dans une charte de 1163.
  - Renard de Bourbonne († après 1182), cité dans une charte de 1163 et une autre de 1182.
  - Renier II de Bourbonne († avant 1225), qui succède à son père comme seigneur de Bourbonne.
  - Guillaume de Bourbonne († après 1182), cité dans une charte de 1182.
  - Henri de Bourbonne († après 1207), cité dans une charte de 1207.

#### Branche de Traves
- Robert de Choiseul (né vers 1236 - † après 1300), seigneur de Traves après sa mère. Il épouse Isabelle de Rougemont, veuve de  Guillaume de Montferrand, seigneur de Montferrand, fille de Thibaut III de Rougemont, seigneur de Rougemont et vicomte de Besançon, dont il a cinq enfants :
  - Renard de Choiseul, qui décède avant son père. Il épouse Marguerite de Brancion, fille d'Henri III de Brancion le Gros et de Fauque de Cortevais, dont il a au moins quatre enfants :
    - Pierre de Traves, qui suit.
    - Isabelle de Traves, qui reçoit Cortevais en dot et qui épouse le sire de Neublans.
    - une autre fille qui devient moniale à Lancharre.
    - Thibaud de Traves, qui devient seigneur de La Porcheresse. Il est qualifié de damoiseau en 1304 puis d'écuyer en vers 1316. Il épouse Jeannette de Chamblanc, dont il a au moins un enfant :
      - Guillaume de Traves, qui devient seigneur de La Porcheresse après son père. Cette lignée continuera encore pendant plusieurs siècles.

  - Thibaut de Choiseul, cité dans une charte de 1276.
  - Renier de Choiseul, cité dans une charte de 1295.
  - Jean de Choiseul, cité dans des chartes de 1295, 1300 et 1302.
  - Marguerite de Choiseul, dame de Scey-sur-Saône, qui épouse Vautier de Bauffremont, seigneur de Bauffremont, d'où postérité.
- Pierre de Traves, seigneur de Traves après son grand-père. Le nom de son épouse est inconnu, mais il a au moins une fille :
  - Alix de Traves, qui transmet la seigneurie de Traves à son époux Guillaume de Sennecey, seigneur de Sennecey.

### Branches de Praslin
- Fils aîné de Ferry Ier de Choiseul (tué en mars 1569 à Jarnac), seigneur de Praslin et d'Anne de Béthune (vers 1543 - après 1607), dame d'Ostel, Charles de Choiseul-Praslin (1563-1626) avait épousé, le 7 décembre 1591, Claude de Cassillac de Cessac († après 1612), et en avait eu[18] :
  - Catherine Blanche (1599 - 17 octobre 1673), dame d'honneur de la duchesse d'Orléans (1643-1672), mariée le 27 mai 1610 avec Jacques d'Estampes, marquis de La Ferté-Imbault, dont postérité ;
  - Roger[n 1] (vers 1600 - tué à la bataille de Marsée (près de Sedan), 1641), marquis de Praslin, mestre de camp général de la cavalerie légère, lieutenant général en Champagne et bailli de Troyes ;
  - Claude (1602 - Troyes, 4 août 1667), abbesse de Notre-Dame-de-Troyes ;
  - Anne (1607 - Troyes, 29 août 1688), mise au monastère en septembre 1609, elle prit l’habit le 7 novembre 1610 et fit profession de foi le 7 novembre 1623, elle fut élue coadjutrice de sa sœur en 1627 et élue abbesse de Notre-Dame-de-Troyes le 29 septembre 1667 ;
  - Françoise (vers 1609 - 5 mai 1686), mariée en juillet 1629 avec Alexandre de Canonville († avant 1686), marquis de Raffetot, dont postérité (notamment Marie-Claire de Canonville-Raffetot, moniale à Notre-Dame-de-Troyes puis abbesse de Notre-Dame de l'Eau en 1678) ;
  - Isabeau (vers 1610 - 9 août 1677), mariée le 23 février 1642 avec Henri de Guénegaud (1609-1676), seigneur du Plessis-Belleville, marquis de La Garnache, dont postérité ;
  - François (1612 - Praslin (Champagne), 12 décembre 1690), marquis de Praslin, baron de Chaource, seigneur de Pargny, de Villiers, de Merderet, de Lantages, de Bouilly, de Souligny, de Vallières et des Granges, mestre de camp d’un régiment de cavalerie (1642), second lieutenant général pour le roi au gouvernement de Champagne (30 janvier 1648), gouverneur de Troyes et lieutenant général des armées du roi en Champagne, marié le 3 février 1653 avec Charlotte d'Hautefort (1610 - 28 février 1712 à Praslin (Champagne)), fille d'honneur (1640-1653) de la reine Anne d'Autriche, dont :
    - Marie Françoise (1653-1721), marquise de Praslin, mariée :
∞ (1°) (15 décembre 1679 : elle se laisse enlever par son premier mari) Louis Armand de L'Abadie de Sautoir (-novembre 1680), capitaine de cavalerie, sans postérité ;
∞ (2°) (juillet 1683) Jean Baptiste Gaston de Choiseul (Blois, 1659 - Milan, 23 octobre 1706), comte d'Hostel, marquis de Praslin (1690-1706), lieutenant général des armées du roi, chevalier de Saint-Louis, lieutenant général au gouvernement de Champagne, gouverneur de Troyes ;
∞ (3°) (1711) Nicolas Martial de Choiseul († 1760), « chevalier de Choiseul Beaupré », marquis de Praslin (du fait de son épouse), capitaine de vaisseau du roi, sans postérité ;
      - (2°) Charlotte Françoise (vers 1690 - Praslin (Champagne), 7 décembre 1743), marquise de Praslin, mariée le 23 septembre 1711 avec Claude de Pons (1683-1770), comte de Rennepont, marquis de Praslin (du fait de son épouse), dont postérité ;

- Fils de César Gabriel de Choiseul-Praslin (1712-1785) et d'Anne-Marie de Champagne (1712-1783), Renaud César, vicomte de Choiseul épousa le 30 janvier 1754 Guyonne Marguerite Philippine (26 décembre 1739 - 26 février 1806), fille de Guy Louis de Durfort (1714-1775), duc de Lorges et de Marie Butault de Marsan (1718-1788), dont il eut :
  - Antoine César de Choiseul (1756-1808), 3e duc de Praslin, marié le 22 août 1775 avec Charlotte Antoinette O'Brien (1759-1808), dont :
    - Postérité ;

  - César Hippolyte (Paris, 4 août 1757 - Neuilly-sur-Seine, 21 février 1793), comte de Sainte-Suzanne, marié le 2 mai 1780 avec Louise Joséphine de Choiseul-Bussières († 1837), dont :
    - César Gabriel François (Paris, 2 juillet 1782 - Saint-Sulpice (Paris), 1er décembre 1786) ;
    - Albéric César Guy (8 octobre 1787-17 juillet 1868), comte de Praslin, pair de France (Chambre des pairs) (baron et pair héréditaire le 5 novembre 1827, lettres patentes du 12 avril 1828), marié le 31 juillet 1811 avec Éléonore Louise (1791-1878), fille de Charles Joseph Fortuné, marquis d'Herbouville (1756-1829), sans postérité ;
    - Appoline Marie Nicolette (7 décembre 1789 - Paris, 17 avril 1866), mariée avec Augustin Marie Élie Charles (1788-1879), 2e duc de Périgord, 11e prince de Chalais, grand d'Espagne, commandeur de la Légion d'honneur, chevalier de Saint-Louis, dont postérité ;

  - Guyonne (29-30 octobre 1758) ;
  - Bonne Désirée (13 juillet 1775 - 25 novembre 1865 à Saint-Epain), Charles-Eugène-Antoine, comte de Grollier, dont postérité ;
  - Julie Alix (1777 - 2 juillet 1799), mariée en 1798 avec Amédée Louis Frédéric, comte de Hautefort (1776-1809), dont postérité ;
  - César René (29 mai 1779 - Paris, 22 février 1846), comte de Choiseul-Praslin, marié :
∞ (1°) (15 juillet 1806) Amélie Cécile Charlotte Courtin de Maucouvenant
∞ (2°) (novembre 1815) Catherine Innocente de Rougé (1780-1847), fille d'Olivier, comte de Rougé (1756-1816), comte du Plessis-Bellière, marquis de Faÿ-lès-Nemours, lieutenant général des armées du roi, chevalier de Saint-Louis, maire de Bouray,
    - (1°) César Corentin Ferri (1808 - 16 octobre 1867), marié le 17 septembre 1832 avec Jeanne Adélaïde Valentine (1813-1890), fille d'Eugène de La Croix, comte de Castries (1790-1825) ;
    - (1°) Une fille, mariée avec Léon de Choiseul d'Aillecourt (1812-1879) ;
    - (1°) Une fille, mariée avec Georges, comte de Nédonchel (1813-1901), dont postérité ;
    - (2°) Marie Elisabeth Charlotte Louise (16 juin 1817 - 17 décembre 1839) ;
    - (2°) Clotilde Éléonore Josèphe Marie (Paris, 21 juin 1821 - Mesnil-Voisins, 15 janvier 1885), mariée le 14 juin 1847 à Paris avec Jules (1812-1856), comte de Polignac, dont postérité ;
    - (2°) Marie Alice (1823 - 21 novembre 1835).

### Alliances notables
Les Choiseul se sont alliés aux :

Armoiries des familles alliées à la famille de Choiseul
Maison de Beauharnais
Famille de Beauvau
Maison de Beauvoir-Chastellux
Maison de Béthune
Famille de Champagne-La Suze
Maison de Clefmont
Maison de Clugny
Famille de Foudras
Famille Crozat
Maison de Durfort
Maison d'Estampes
Famille de Ficquelmont
Maison de Goyon
Famille Grimaldi
Famille de Guénégaud
Famille Guigues de Moreton de Chabrillan
Maison d'Harcourt
Maison de La Croix de Castries
Maison de La Guiche
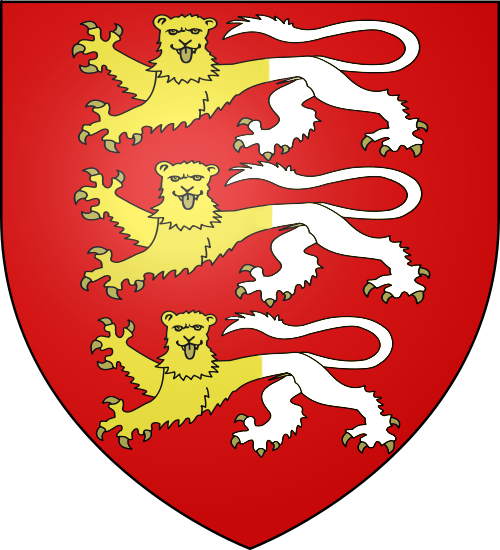
Famille O'Brien
Maison de Polignac
Famille de Rougé
Famille de Sérent
Maison de Talleyrand-Périgord
Famille de Sesmaisons
Famille Rouillé du Coudray
Famille de Bassompierre
Maison de Bauffremont
Famille Le Tonnelier de Breteuil
Famille Barbara de Labelotterie de Boisséson

## Châteaux et hôtels

Châteaux des ducs de Choiseul
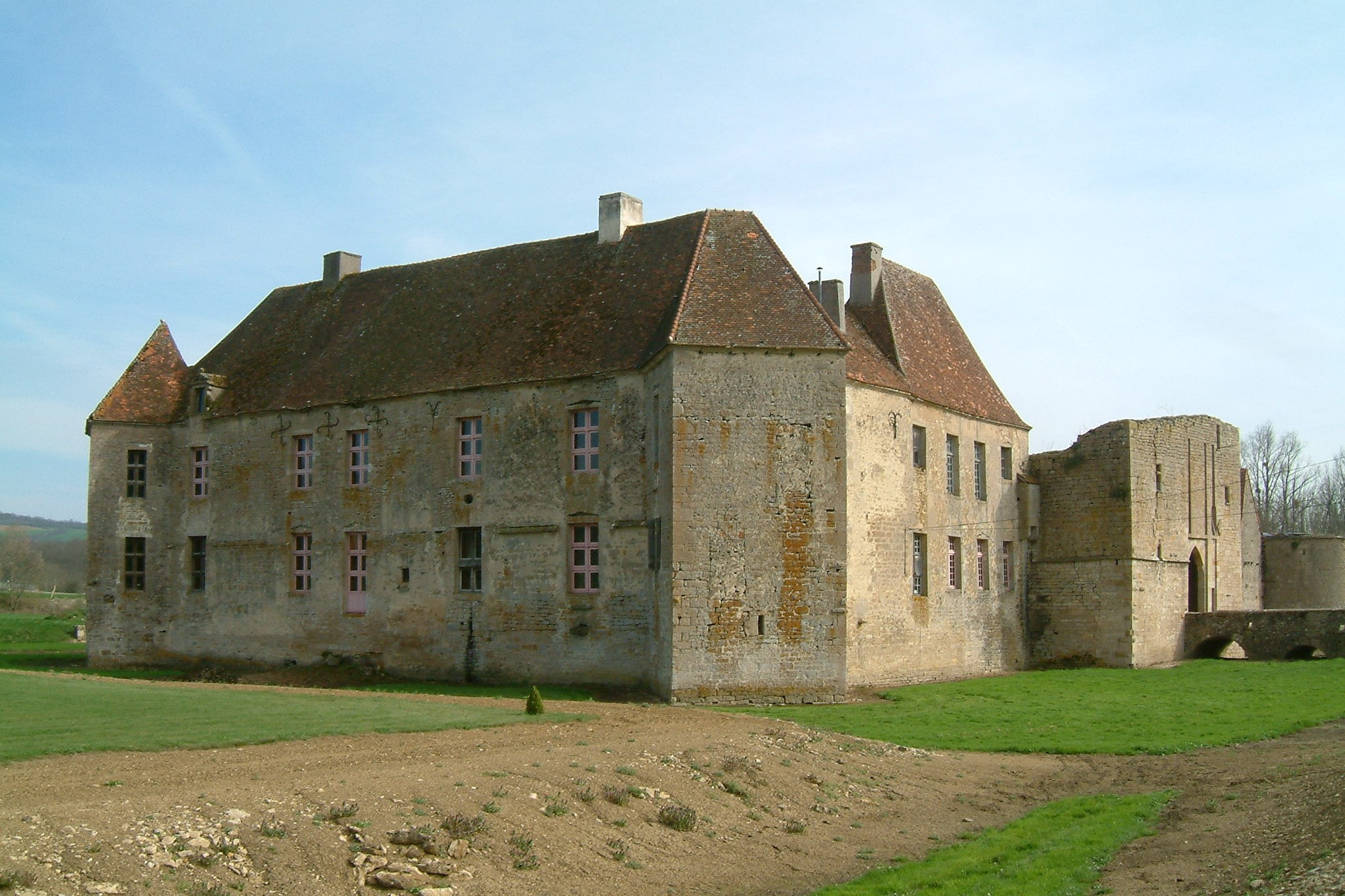
Château d'Éguilly (XIIe siècle)
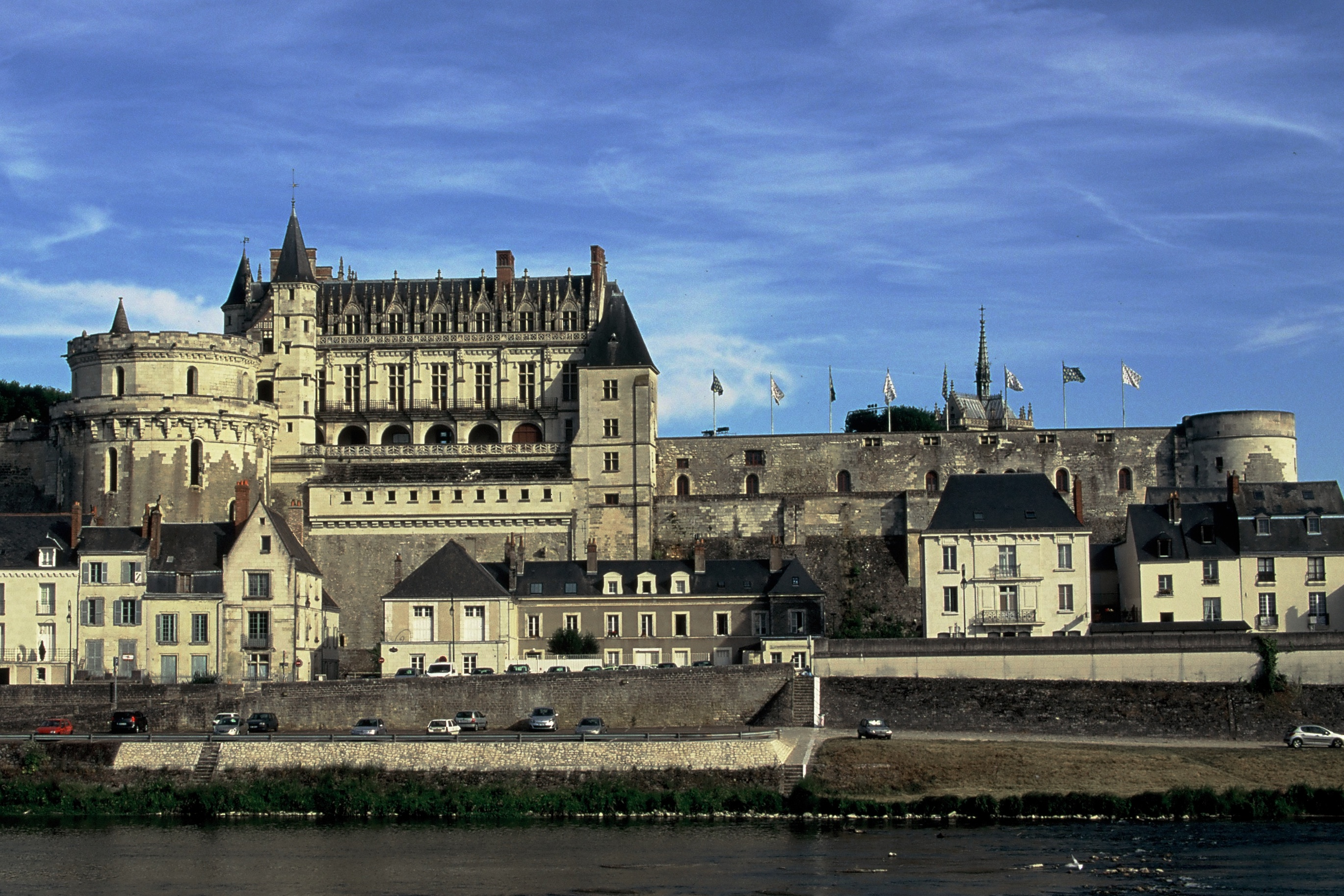
Château d'Amboise
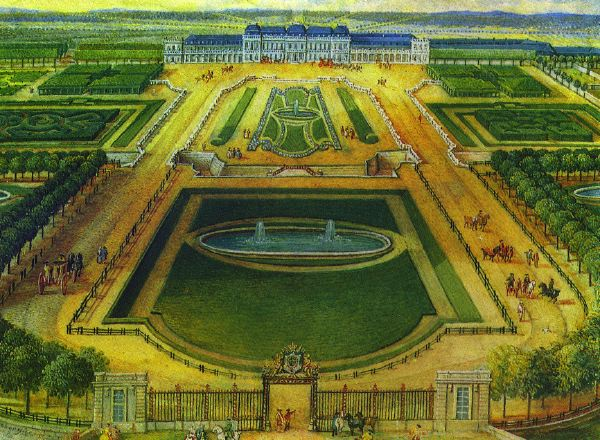
Château de Chanteloup
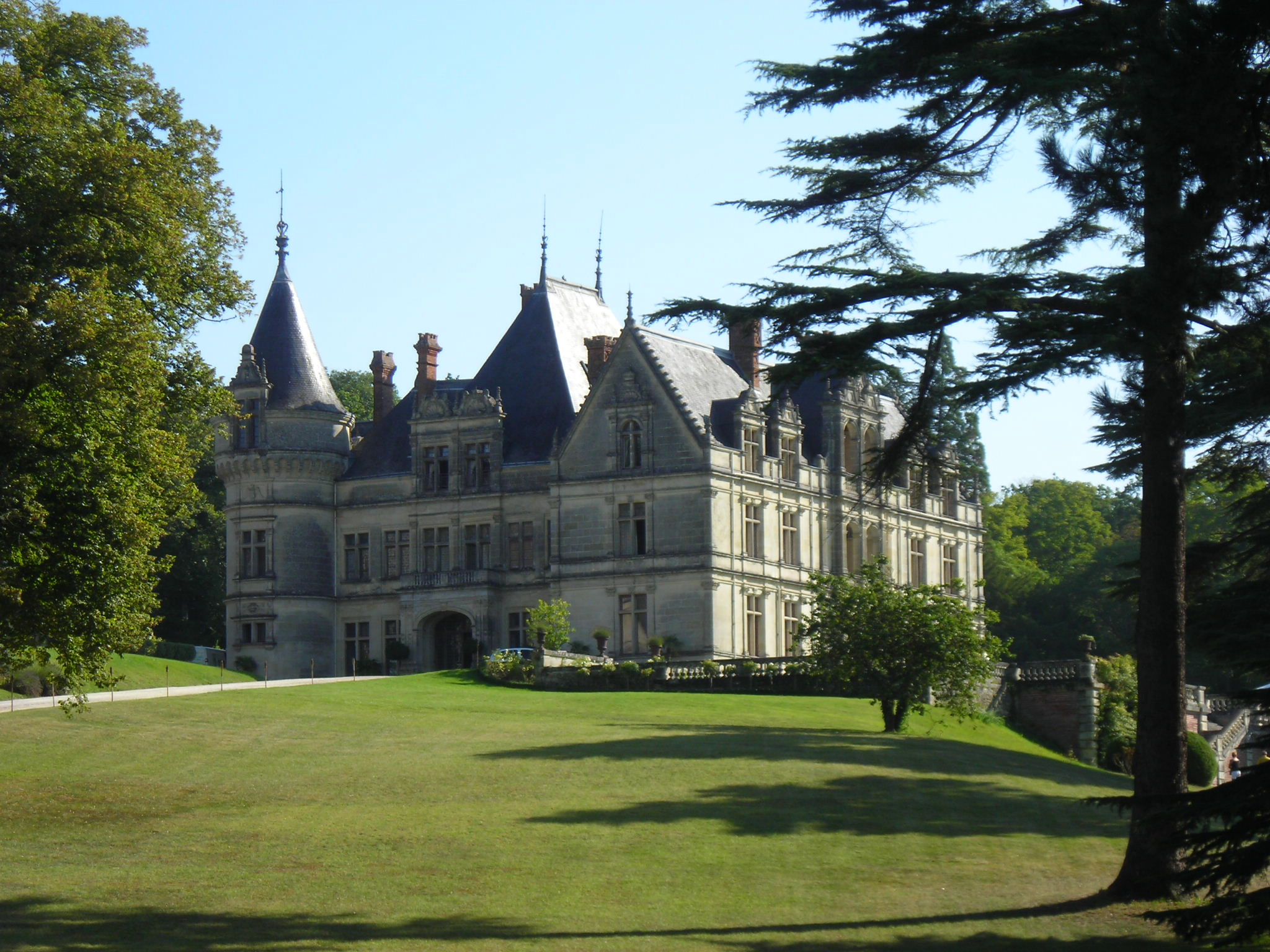
Château de La Bourdaisière
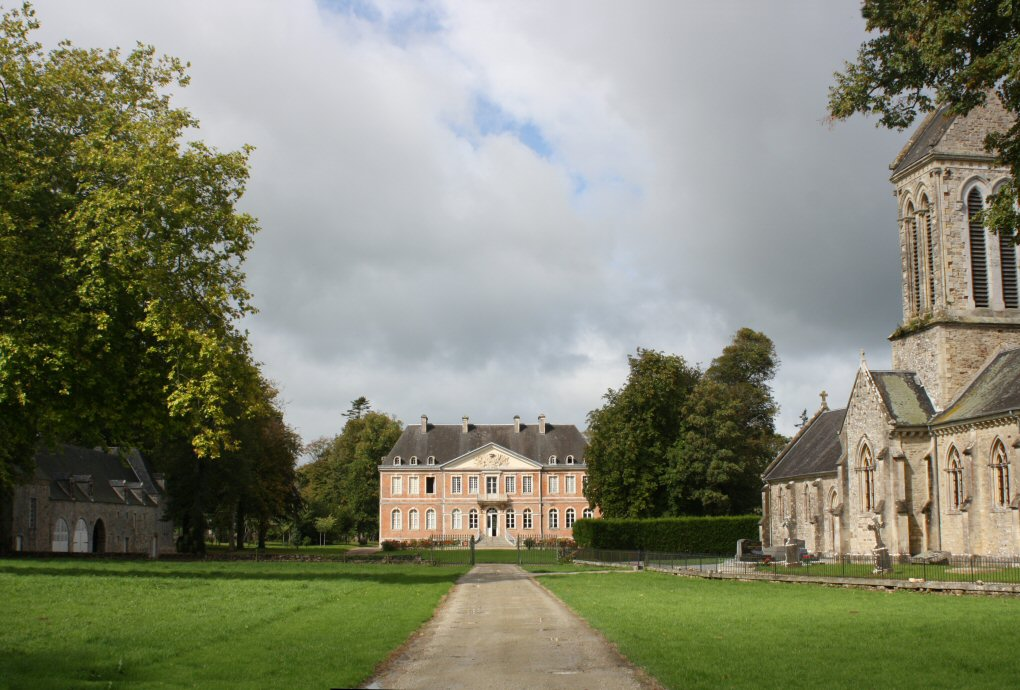
Château de Sainte-Suzanne (Manche)
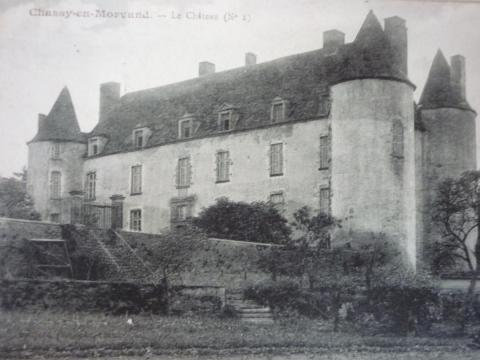
Château de Chassy (Montreuillon)

Châteaux des ducs de Praslin
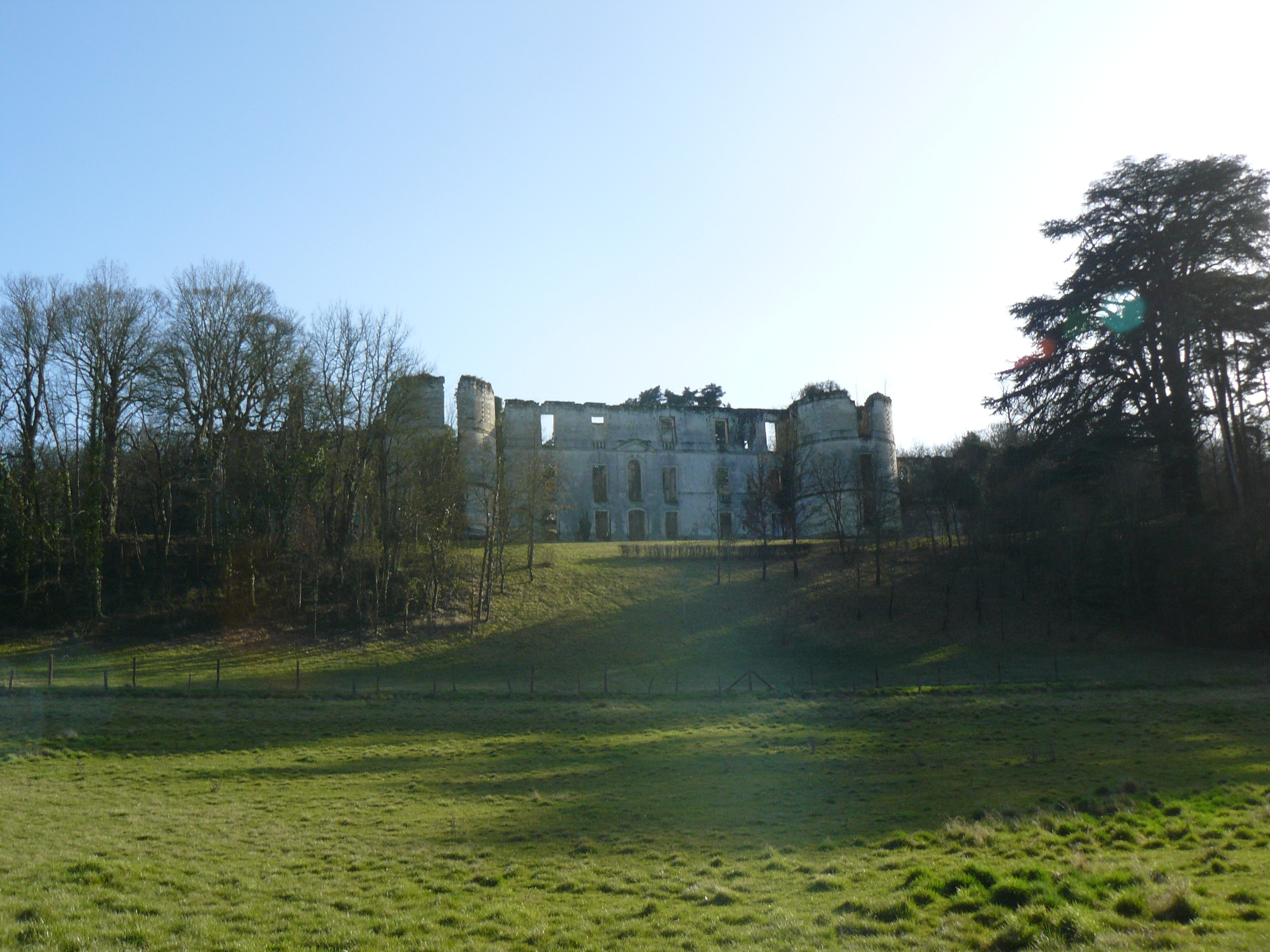
Château de Montgoger
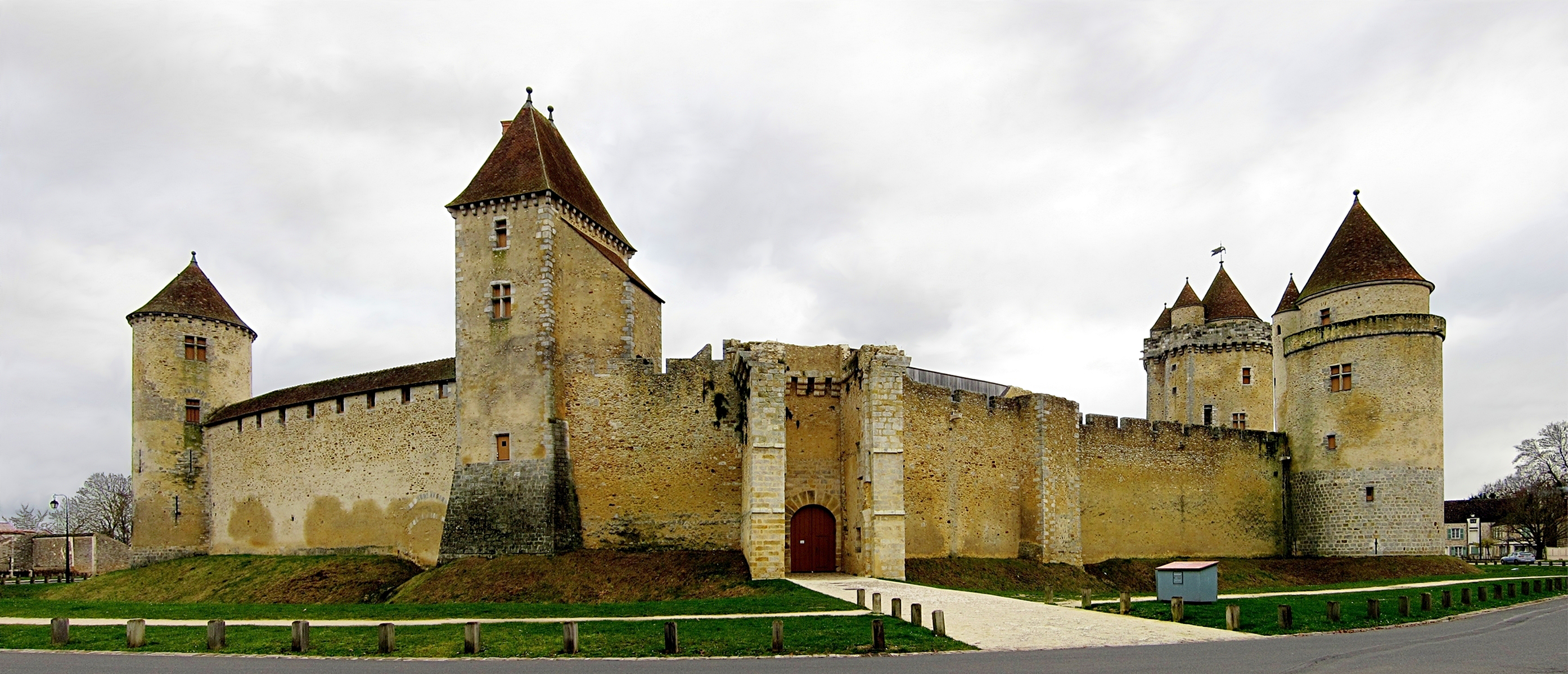
Château de Blandy-les-Tours
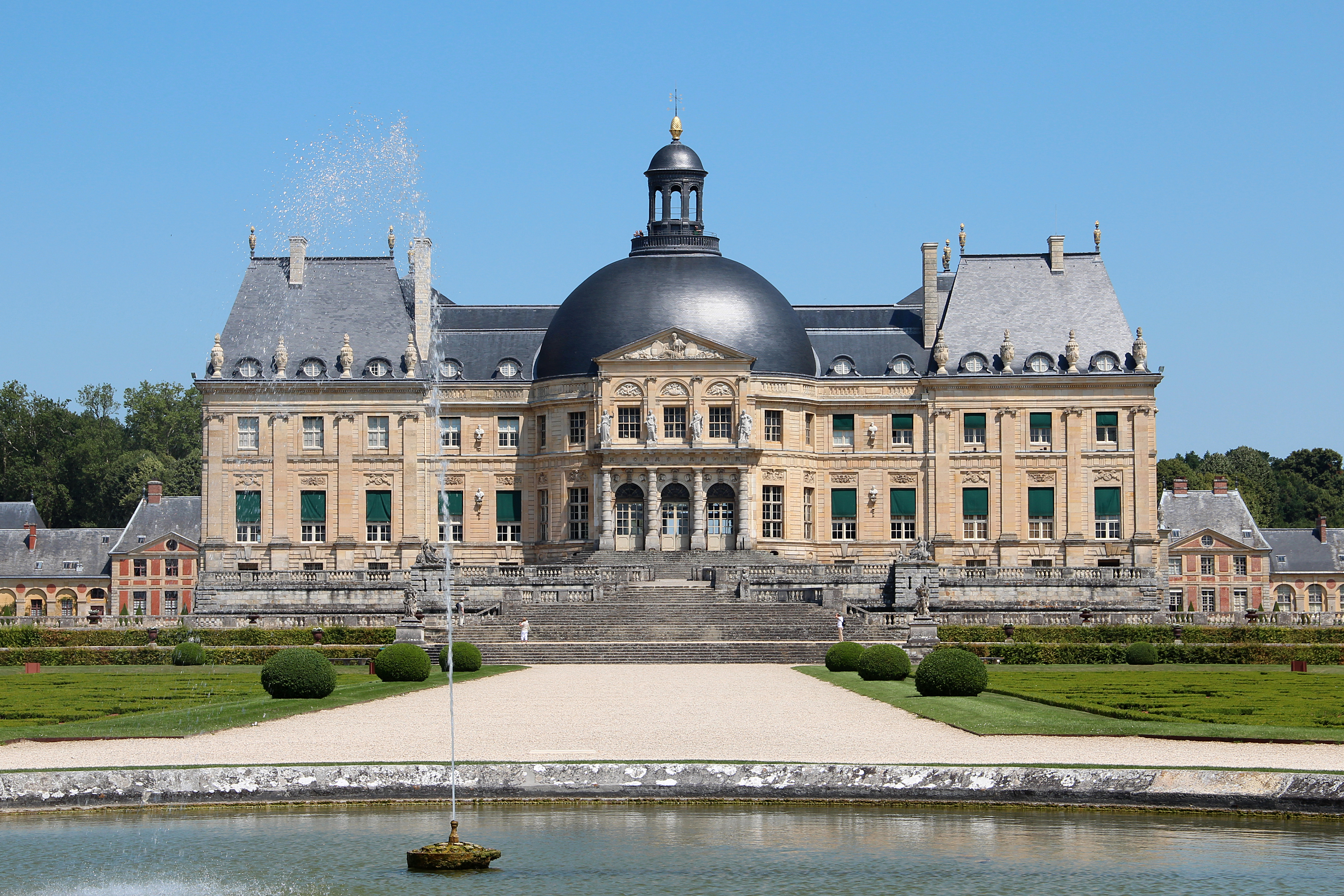
Château de Vaux-le-Vicomte
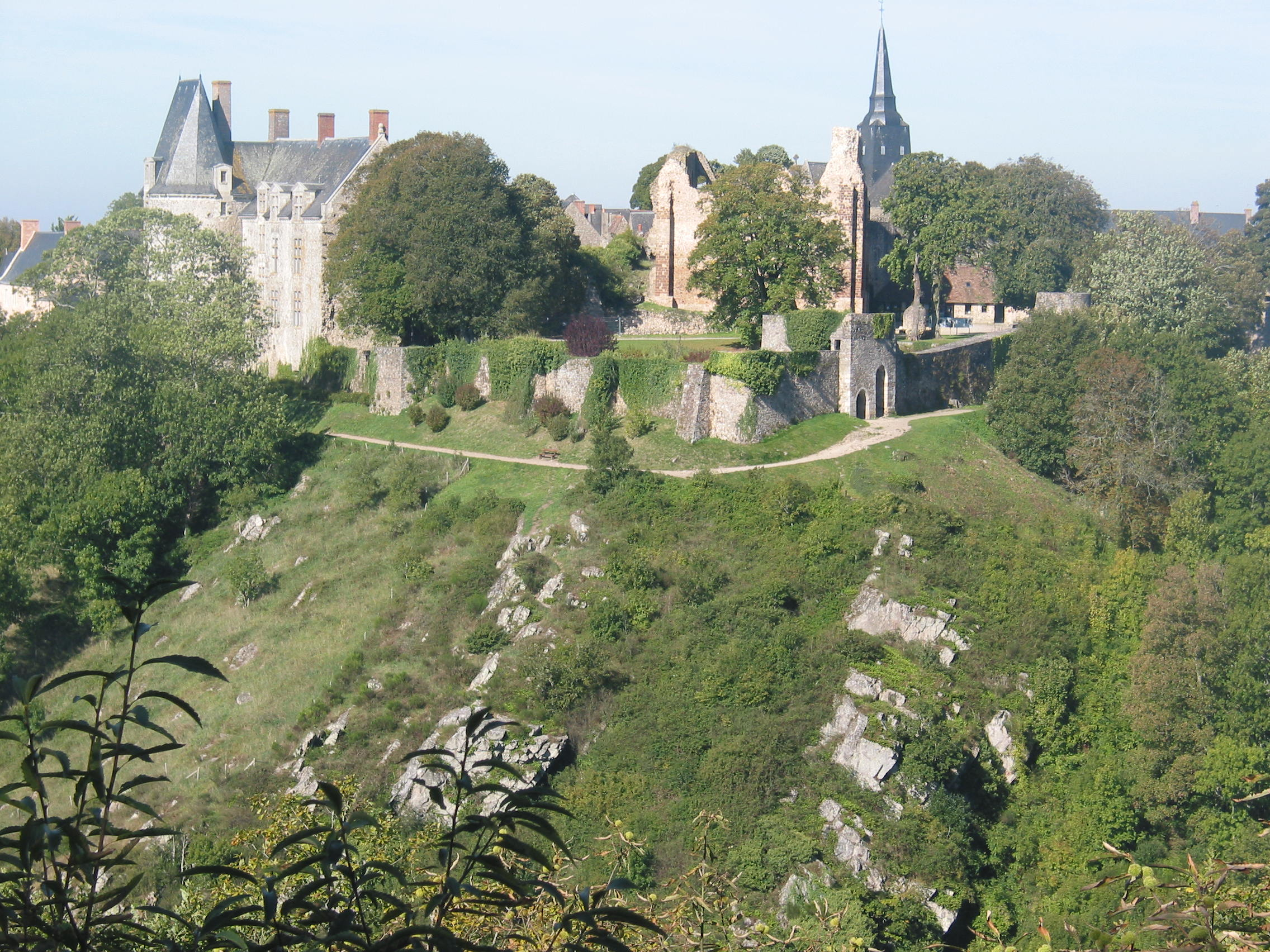
Château de Sainte-Suzanne
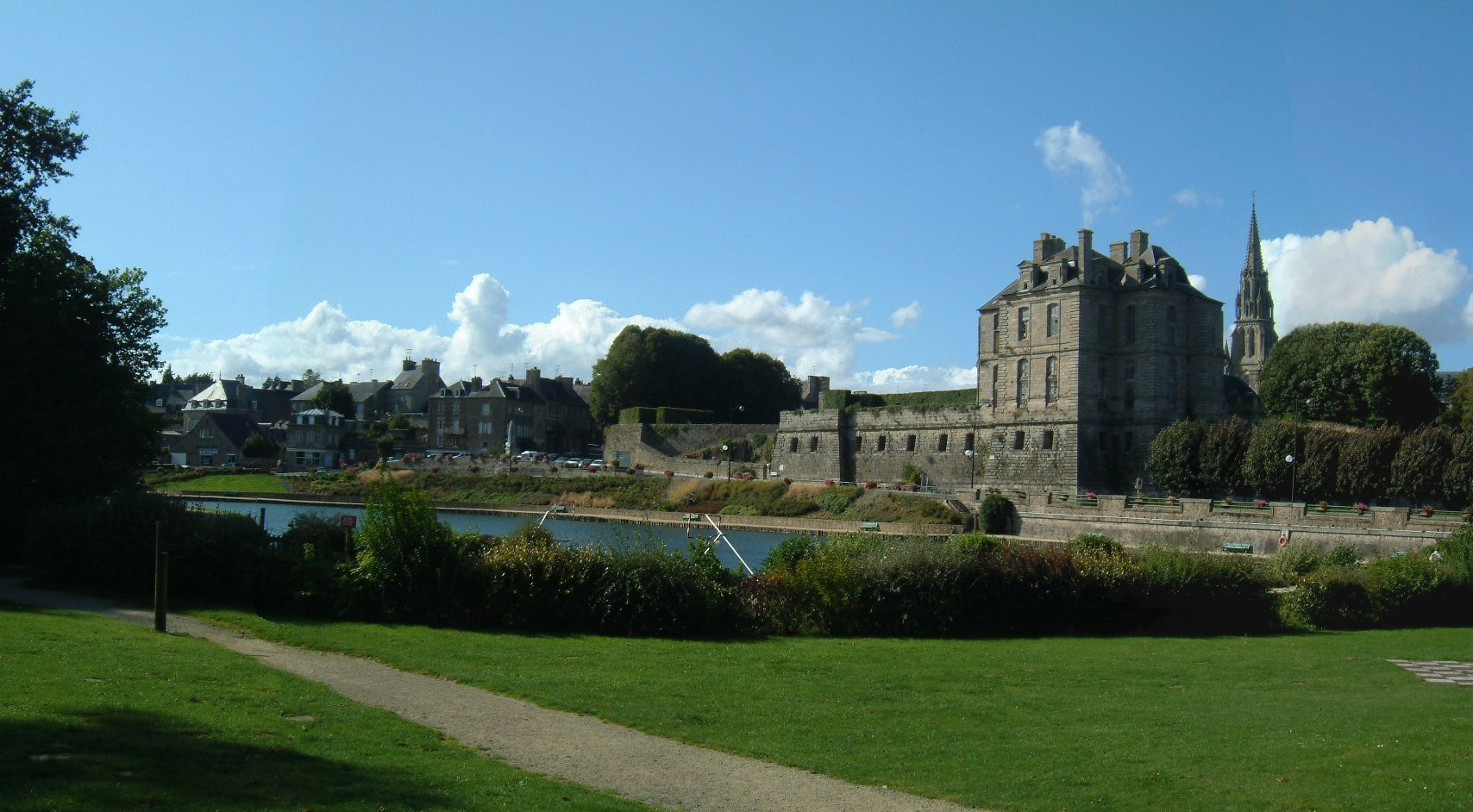
Château de Quintin
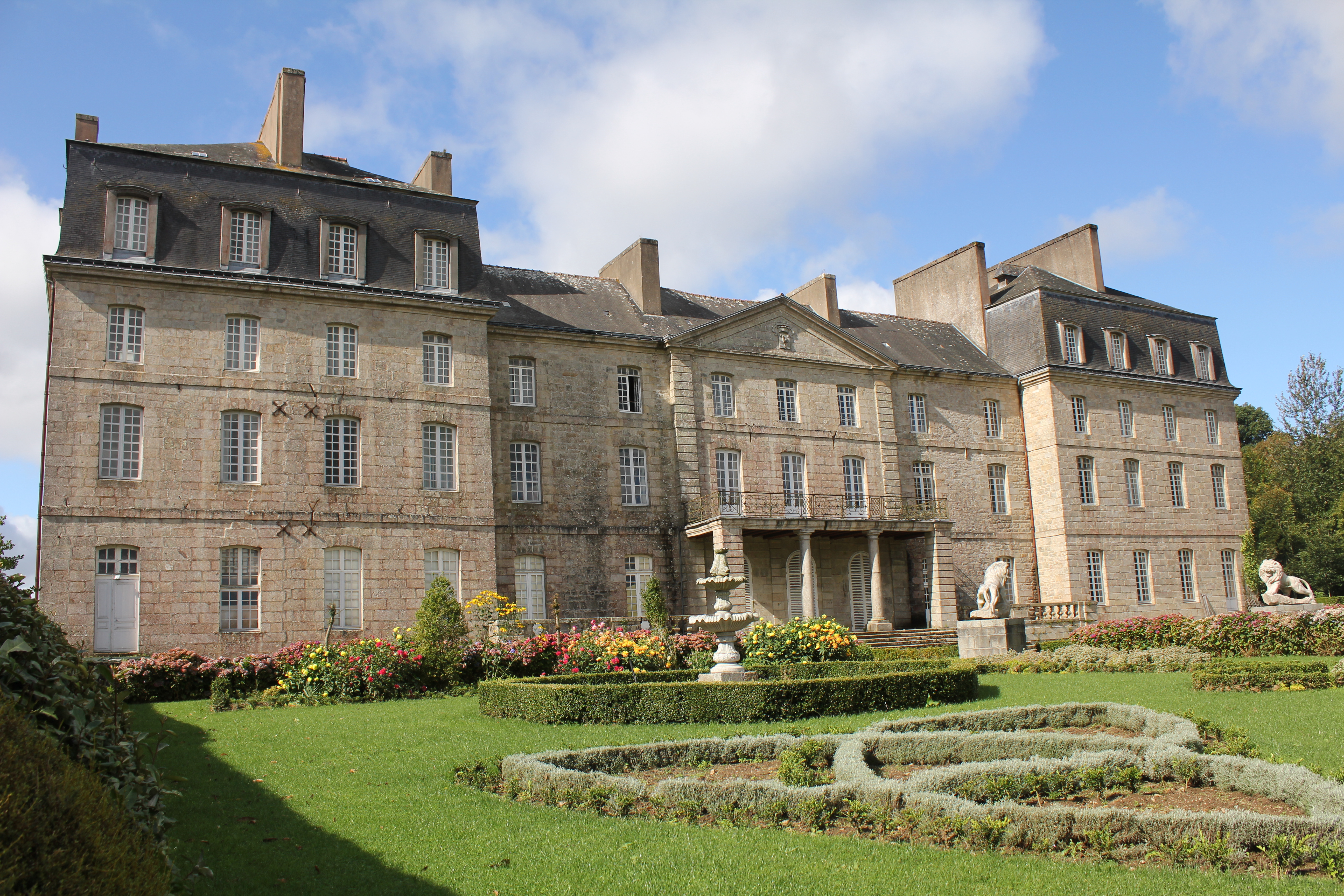
Château de Lorge
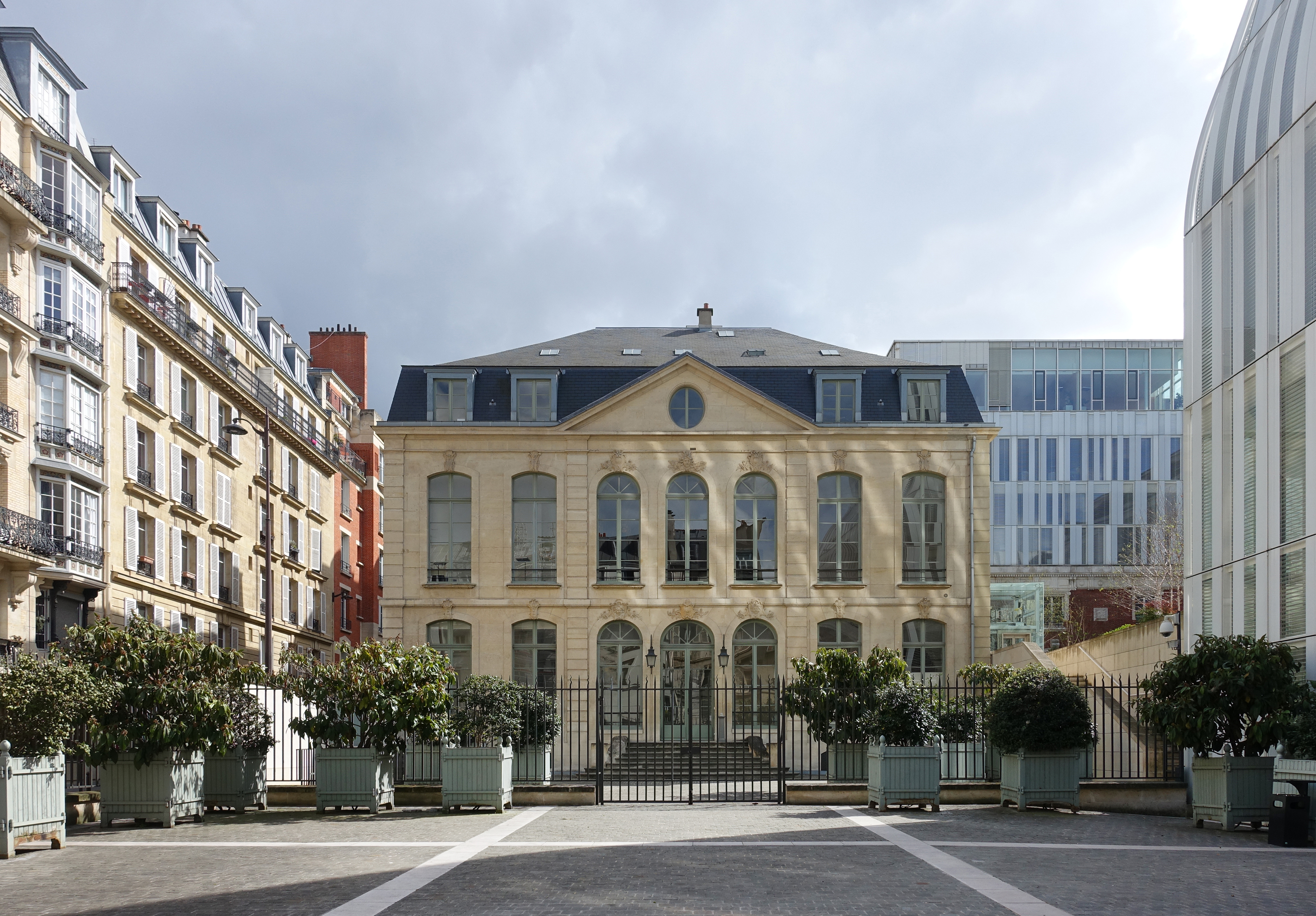
Hôtel de Choiseul-Praslin
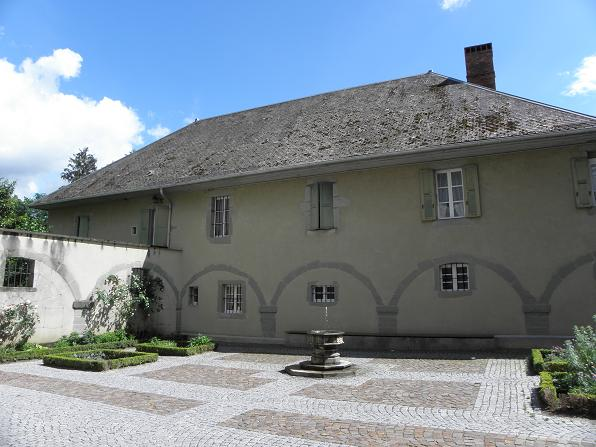
Prieuré du Bourget
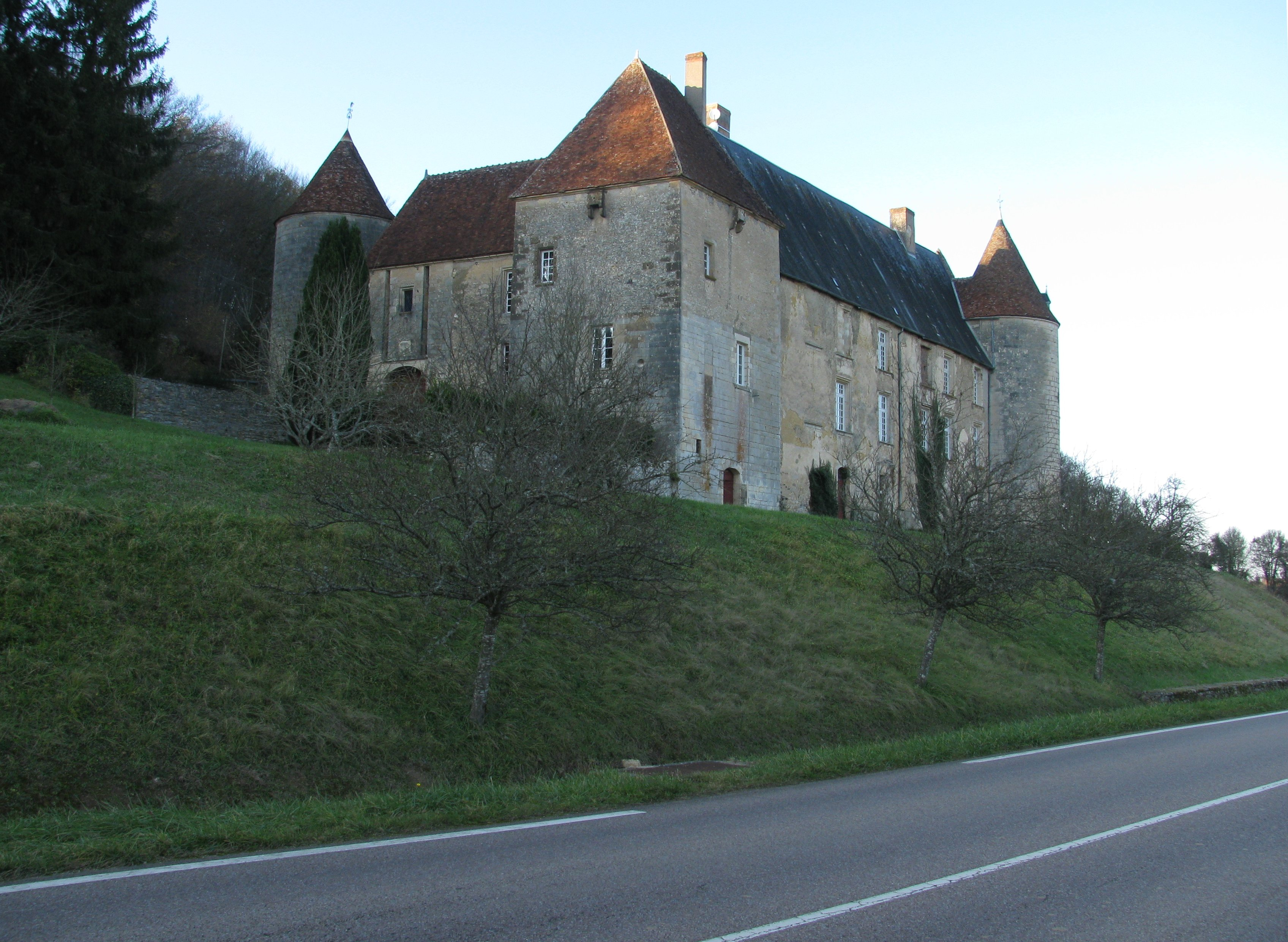
Château de Giry (Nièvre)

## Titres
- Ducs de Choiseul ;
- Ducs de Praslin ;
- Marquis de Beaupré, de Praslin[19] ;
- Seigneurs de Sainte-Suzanne ;
- Barons de Quintin, d'Ambonville, de Lanques, de la Ferté ;
- Ducs de Marmier

Autres fiefs
- Aigremont (Haute-Marne)
- Cheilly-lès-Maranges
- Choiseul (Haute-Marne)
- Coiffy-le-Haut
- Consigny
- Crissay-sur-Manse
- Daillecourt
- Giry (Nièvre)
- Isches (Vosges)
- Marbéville
- Montagney-Servigney
- Montgauger
- Ostel
- Quintin
- Stainville
- Varennes-sur-Amance

## Armoiries
| Image | Ancien Régime |
| ----- | --- |
|       | Maison de Choiseul D'azur, à la croix d'or, cantonnée de dix-huit billettes, cinq dans chaque canton du chef posées 2, 1 et 2, et quatre dans chaque canton de la pointe posées 2 et 2). On trouve aussiD'azur, à la croix d'or, cantonnée de vingt billettes du même, cinq dans chaque canton, 2, 1 et 2. (Alias: Au lieu de: vingt billettes, lisez: dix-huit billettes, cinq dans chaque canton du chef posées 2, 1 et 2, et quatre dans chaque canton de la pointe posées 2 et 2). - Tenants : deux hommes sauvages ceints et couronnés de feuillage, armés de leur massue. |
|       | Jean de Baudricourt (-1499), maréchal de France en 1486 D’or au lion de sable, couronné, lampassé et armé de gueules. |
|       | Rénier Ier, seigneur d'Aigremont, (Deuxième branche) Écartelé, au I et IV d'azur à la croix d'or, cantonnée de dix-huit billettes du même, cinq dans chaque canton du chef, ordonnées 2, 1 et 2, et quatre dans chaque canton de la pointe, ordonnées 2 et 2 (de Choiseul) ; au II et III, de gueules au lion couronné d'or. |
|       | Charles de Choiseul-Praslin (1563-1626), marquis de Praslin, seigneur du Plessis-Saint-Jean, vicomte de Chavignon, baron de Chitry, vicomte d'Hostel, marquis de Chaource, qui servit sous Henri IV et Louis XIII, maréchal de France, chevalier du Saint-Esprit (reçu le 28 février 1594 en la cathédrale de Chartres) Écartelé, au I et IV d'azur à la croix d'or, cantonnée de dix-huit billettes du même, cinq dans chaque canton du chef, ordonnées 2, 1 et 2, et quatre dans chaque canton de la pointe, ordonnées 2 et 2 (de Choiseul) ; au II et III, de gueules au lion d'or (Aigremont), sur le tout parti d'argent à la fasce de gueules (de Béthune) et d'argent au lion de sable.                                                                                           |
|       | César Ier de Choiseul du Plessis-Praslin (1598-1675), comte de Hostel, puis du Plessis-Praslin, puis duc de Choiseul (1665 - création) et pair de France, comte du Plessis-Praslin, maréchal de France, chevalier du Saint-Esprit (reçu le 31 décembre 1661) Écartelé, au I de gueules au lion d'or armé et lampassé d'azur (Aigremont), au II fascé d'or et de sable de six pièces (du Plessis), au III d'argent à la fasce de gueules (Béthune), au IVe d'or au lion de sable, un écusson d’azur à la croix d’or accompagné de dix-huit billettes du même, cinq et cinq en chef posées en sautoir, quatre et quatre en pointe posées deux et deux brochant sur le tout (Choiseul). |
|       | César III Auguste de Choiseul (v.1637-1705), chevalier, puis comte du Plessis-Praslin, puis duc de Choiseul et pair de France, chevalier du Saint-Esprit (reçu le 31 décembre 1688) Écartelé, au I de gueules au lion d'or armé et lampassé d'azur (Aigremont), au II fascé d'or et de sable de six pièces (du Plessis), au III d'argent à la fasce de gueules (Béthune), au IVe d'or au lion de sable, un écusson d’azur à la croix d’or accompagné de dix-huit billettes du même, cinq et cinq en chef posées en sautoir, quatre et quatre en pointe posées deux et deux brochant sur le tout (Choiseul). |
|       | Claude de Choiseul (1633-1711), marquis de Francières dit « le comte de Choiseul », maréchal de France, doyen des maréchaux, chevalier du Saint-Esprit (reçu le 31 décembre 1688) D'azur, à la « croix billetée » d'or. |
|       | Henri Louis de Choiseul-Meuse (22 juillet 1689-9 avril 1754), marquis de Meuse (1703-1754), colonel du régiment d'Agénois, mestre de camp du régiment de Meuse, comte de Sorcy, lieutenant général des armées du Roi (1738), gouverneur de Saint-Malo (1743), chevalier du Saint-Esprit (reçu le 2 février 1745 dans la chapelle royale du château de Versailles) D'azur, à la « croix billetée » d'or., |
|       | César Gabriel de Choiseul-Praslin (1712-1785), marquis de Choiseul, puis Duc de Praslin et pair de France, comte de Chevigny et de La Rivière, baron de Giry et seigneur de Chassy, seigneur de Montgauger, vicomte de Melun et de Vaux-le-Vicomte, chevalier du Saint-Esprit (reçu le 1er janvier 1762) Écartelé, aux 1 et 4, d’azur à la « croix billettée » d'or ; aux 2 et 3 de gueules au lion couronné d'or qui est Aigremont. |
|       | Choiseul-Stainville D'azur, à la croix d'or, cantonnée de vingt billettes du même, cinq dans chaque canton, 2, 1 et 2, et ch. en cœur d'une croix ancrée de gueules qui est de Stainville. AliasÉcartelé: aux 1 et 4, de Choiseul; aux 2 et 3, de Stainville. - Supports : deux lions d'or. |
|       | Jacques Philippe de Choiseul (1717-1789), comte puis duc de Stainville (duc à brevet, 1786), maréchal de France, chevalier du Saint-Esprit (reçu le 2 février 1786) D'azur, à la croix « billetée » d'or. |
|       | Étienne François de Choiseul, comte de Stainville (1719-1785), marquis d'Estainville et de La Bourdaisière, marquis de Removille et seigneur de Chanteloup puis duc de Stainville (dit de Choiseul) et pair de France, puis duc d'Amboise (dit de Choiseul) et pair de France, colonel général des Suisses et des Grisons, chevalier du Saint-Esprit (reçu le 2 février 1757) D'azur, à la croix « billetée » d'or., |
|       | Premier Empire |
|       | Charles-Félix de Choiseul-Praslin (Paris, 24 mars 1778 - Paris, 29 juin 1841), chambellan de l'Empereur, membre du conseil général et du collège électoral de Seine-et-Marne, 1er comte de Choiseul-Praslin et de l'Empire (décret du 3 décembre 1809, lettres patentes signées à Paris le 31 janvier 1810), Légionnaire (12 mars 1811), puis, Officier (6 janvier 1815), puis, Commandeur de la Légion d'honneur (30 avril 1836), D'azur à la croix d'or, cantonnée en chef à dextre et à sénestre de cinq billettes en sautoir et en pointe à dextre et à sénestre de quatre billettes deux et deux le tout d'or, ombré de gueules : franc quartier des comtes officiers de Notre Maison,. - Livrées : les couleurs de l'écu.                                                          |
|       | Louis Marie Joseph Gabriel César de Choiseul-Beaupré (Rueil, 22 décembre 1781 - 20 janvier 1823), colonel aide de camp du général Nansouty, baron de Choiseul-Beaupré et de l'Empire (décret du 15 août 1809, lettres patentes signées à Fontainebleau le 22 octobre 1810), Légionnaire (15 mai 1809), puis, Officier (1er septembre 1814), puis, Commandeur de la Légion d'honneur (1er mai 1821), D'azur à la croix d'or cantonnée de vingt belettes du même, cinq dans chaque canton en sautoir : franc-quartier des barons tirés de l'armée brochant sur le tout. - Livrées : les couleurs de l'écu. |
|       | Restauration française et Monarchie de Juillet |
|       | Claude-Antoine-Gabriel de Choiseul (1760-1838), duc de Choiseul et pair de France (Ancien Régime) : 1787, pair de France (Chambre des pairs) : 4 juin 1814, duc et pair héréditaire, lettres patentes du 20 décembre 1814, sans majorat,, grand officier de la Légion d'honneur, D’azur à la croix d’or accompagné de dix-huit billettes du même, cinq et cinq en chef posées en sautoir, quatre et quatre en pointe posées deux et deux. |
|       | Charles-Félix de Choiseul-Praslin (Paris, 24 mars 1778 - Paris, 29 juin 1841), 4e Duc de Praslin (1808-1841), Pair de France (Chambre des pairs) (4 juin 1814 - 20 mars 1815 2 juin 1815 - 24 juillet 1815, 21 novembre 1819 - 29 juin 1841, duc et pair (21 novembre 1819, sans majorat), Légionnaire (12 mars 1811), puis, Officier (6 janvier 1815), puis, Commandeur de la Légion d'honneur (30 avril 1836), D’azur à la croix d’or accompagné de dix-huit billettes du même, cinq et cinq en chef posées en sautoir, quatre et quatre en pointe posées deux et deux. |
|       | Marie-Gabriel-Florent-Auguste de Choiseul-Gouffier (1752-1817), comte de Choiseul-Beaupré et de Choiseul-Gouffier, seigneur de Flainville, Pair de France (Chambre des pairs) (17 août 1815; (comte et pair héréditaire le 31 août 1817, lettres patentes du 29 mai 1819 sans majorat) D’azur à la croix d’or accompagné de dix-huit billettes du même, cinq et cinq en chef posées en sautoir, quatre et quatre en pointe posées deux et deux ; sur le tout d’or à trois jumelles de sable (famille Gouffier),. - Cri : « A MOI BASSIGNY ! ». - Devise : « Virtutis fortuna comes ». - Supports : deux lions d'or. Les deux lions servant de supports sont parfois remplacés par des tenants : - Tenants : deux hommes sauvages ceints et couronnés de feuillage, armés de leur massue. |
|       | Albéric-César-Guy de Choiseul-Praslin (1787-1868), comte de Praslin, Pair de France (Chambre des pairs) (baron et pair héréditaire le 5 novembre 1827, lettres patentes du 12 avril 1828) D’azur à la croix d’or accompagné de dix-huit billettes du même, cinq et cinq en chef posées en sautoir, quatre et quatre en pointe posées deux et deux. |
|       | Ecclésiastiques |
|       | Gilbert de Choiseul du Plessis Praslin (1613-31 décembre 1689 à Tournai), frère du maréchal César de Choiseul du Plessis-Praslin, évêque de Comminges de 1644 à 1670. |
|       | Gabriel-Florent de Choiseul-Beaupré (16 juin 1685 - 7 juillet 1767), évêque de Saint-Papoul, évêque de Mende |
|       | Antoine-Clériade de Choiseul-Beaupré (1707-1774), archevêque de Besançon de 1754 à 1774 et cardinal en 1761. |
|       | Familles alliées |
|       | Armes des Marmier (branche « de Choiseul ») Écartelé: aux 1 et 4, De gueules, à une marmotte d'argent (de Marmier) ; aux 2 et 3, de Choiseul. |
|       | Philippe-Gabriel de Marmier (1783-1845), chambellan de l'Empereur, maire de Ray (Haute-Saône), Comte de Marmier et de l'Empire (décret du 15 août 1810, lettres patentes signées à Fontainebleau le 22 octobre 1810), Chevalier (17 août 1814), puis, Officier (29 octobre 1814), puis, Commandeur de la Légion d'honneur (19 octobre 1831), chevalier de l'ordre de la Couronne de fer, pair des Cent-Jours, Écartelé au premier des comtes officiers de notre maison ; au deuxième de gueules à la marmotte debout d'argent (de Marmier) ; au 3e de gueules à la roue d'argent ; au quatrième d'azur à la croix d'or cantonnée de vingt b[e]llettes (billettes) du même (de Choiseul) et chargée d'un écusson d'argent à la croix ancrée de gueules (Stainville).                      |
|       | Grandes armes des Marmier (branche « de Choiseul ») Écartelé: au 1, de gueules, à une escarboucle de huit rais d'or, pommetés et fleuronnés du même (Ray); au 2, d'or, à la bande de gueules, chargée de trois fleurs-de-lis d'argent (du Châtelet); au 3, d'or, à la bande vivrée d'azur, (de La Baume Montrevel); au 4, d'azur, à la croix d'or cantonnée de vingt billettes du même (de Choiseul), la croix chargée en cœur d'un écusson d'or à la croix ancrée de gueules (Stainville). Sur le tout gueules, à une marmotte d'argent (de Marmier). - Supports: deux griffons. - Devise : (la) « Pro patria vigil ». |
|       | Aujourd'hui |
|       | la commune de : - Choiseul (Haute-Marne) ; porte les « armes pleines » de la maison de Choiseul. |
|       | Laferté-sur-Amance (Haute-Marne) porte : D’azur à la croix cantonnée au 1) et au 2) de cinq billettes ordonnées en sautoir, au 3) et 4) de quatre billettes ordonnées 2.2, le tout d’or, à l’écusson de gueules au créquier arraché d’argent brochant en cœur sur le tout. |
|       | Polisy (Aube) porte : Coupé : au 1) de sable aux deux léopards d’or passant l’un sur l’autre, au 2) d’azur à la croix d’or cantonnée de dix-huit billettes du même, cinq ordonnées en sautoir dans chaque canton du chef, quatre ordonnées 2 et 2 dans chaque canton de la pointe. |
|       | Les Thons (Vosges) portent : Écartelé aux 1 et 4 d’or à trois bandes de gueules et aux 2 et 3 d’azur à la croix d’or cantonnée de dix-huit billettes du même cinq dans chaque canton du chef et quatre dans chaque canton de la pointe. Ce sont les armes de Guillaume de Saint Loup et Jeanne de Choiseul qui fondèrent le prieuré et firent construire le château. Ce blason et gravé dans une pierre de l'église couventuelle des Thons. |